# 格子门

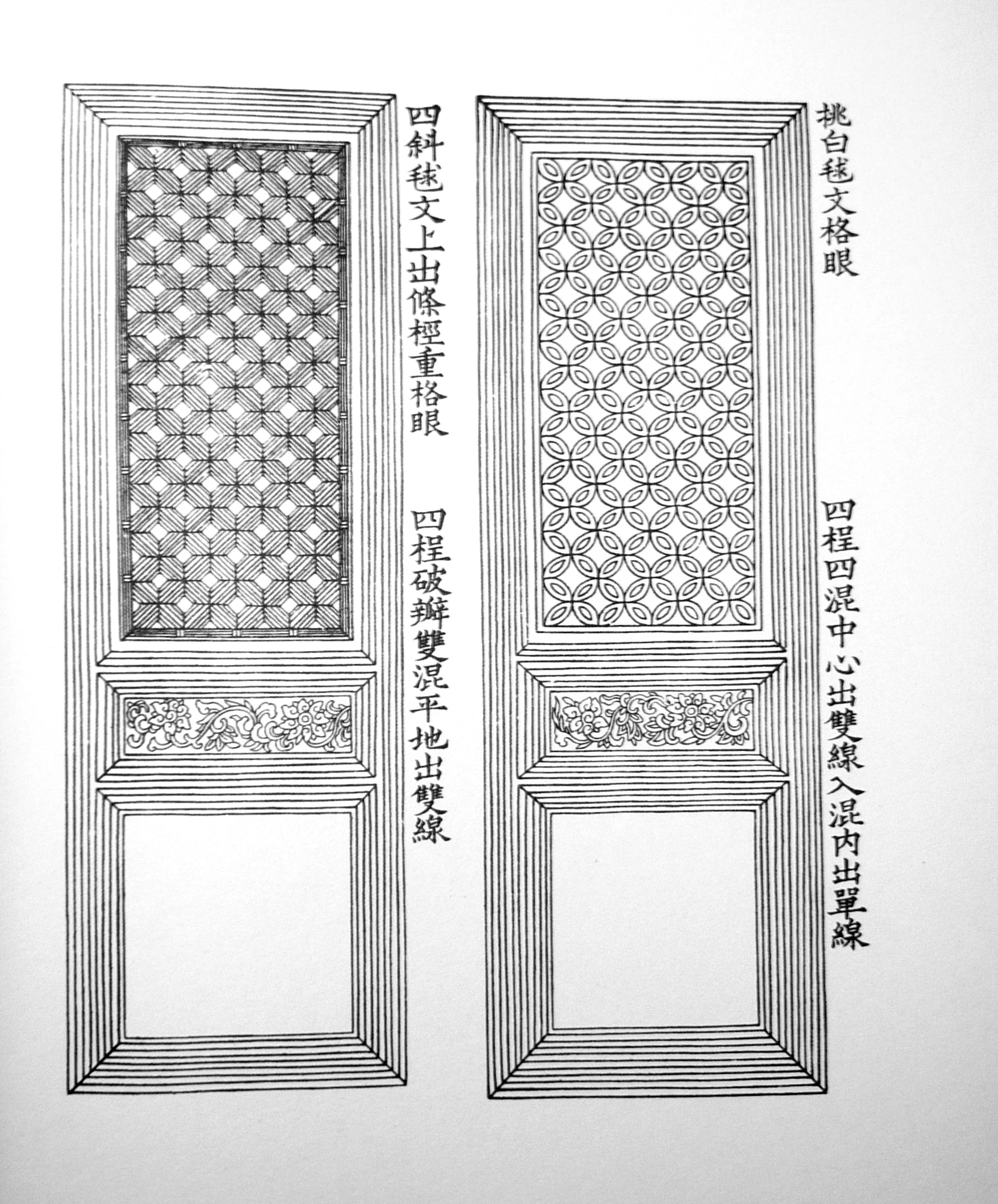
宋代最高等级的逑文格眼式样

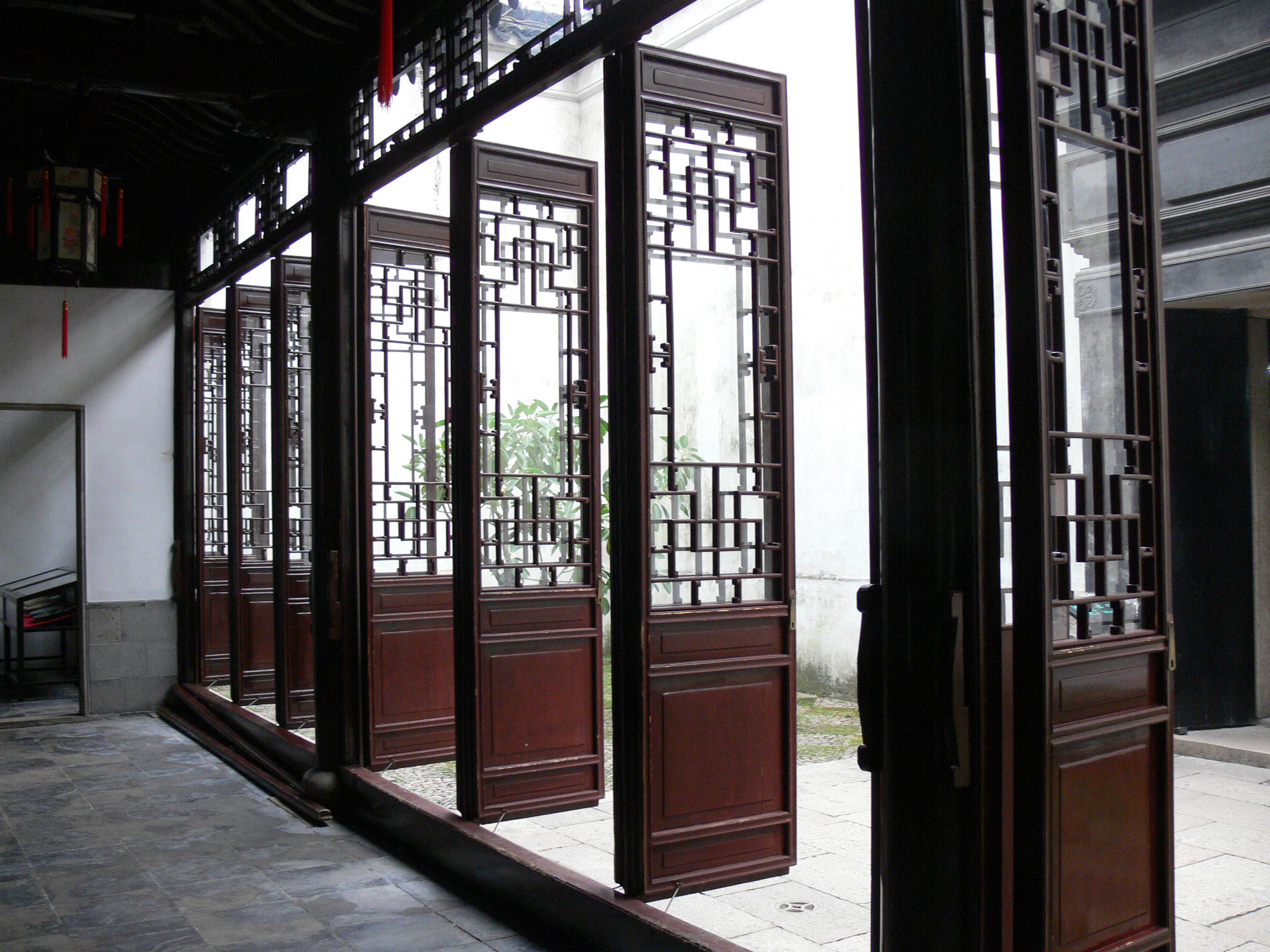
苏州沧浪亭格扇

格子门，也称为格扇，是中国传统建筑中在殿阁，民居房屋安装的戴格眼供采光的木门。日本、朝鮮半島、越南等東亞地區的傳統建築也受中國影響而有格子門。宋李诫《营造法式》和元代薛景石《梓人遗制》中都称为格子门，清代称为格扇。一般房屋每间安装四扇高六尺至一丈二尺的格子门，狭窄的稍间安装两扇格子门就够了；如在檐额或梁柎下，则安装六扇双腰串格子门。
格子門橫拉式和前後推拉式兩種。日本稱格子門為格子戶，近古較為流行橫拉式格子門，是障子的一種，但亦有前後推拉式格子門。朝鮮傳統建築外門多用前後推拉式格子門，室內房門亦有橫拉式。
格子门分三个部分。中间一横条在宋代称为腰串（清代称为索腰，日語稱為中棧）、腰串之上留格眼，腰串下安装障水板（日語作腰板）。除腰串外，格眼约占门高的三分之二，障水板占三分之一。明代的格子门，为了增加亮光，格眼与障水板的比例增加到七比三或八比二。日本、朝鮮式格子門有部份沒有障水板，只有腰串，腰串上下皆為格眼；也有些亦有些整扇門都是格眼，沒有腰串和障水板。亦有些只有障水板、格眼，沒有腰串。日本稱有障水板、腰串的推拉式格子門為棧唐戶，有障水板的橫拉式格子門則稱為腰付障子。
有些格子門的格眼沒有任何覆蓋物，古代的格子門有些會糊上紙或牡蛎壳片，可遮光和擋風。近現代有些格子門的格眼以玻璃覆蓋，也有些以化學纖維代替紙張作為覆蓋。

## 中國格子門樣式

### 宋代格子门样式
宋代李诫《营造法式》，將格子门樣式按格眼和桯的式樣分為以下几类 
- 四斜逑文上出條桱重格眼  四桯破瓣雙混平地出雙線
- 挑白毬文格眼 四桯四混中心出雙線
- 通混出雙線方格眼 四桯通混壓邊線
- 麗口絞瓣雙混方格眼 四桯通混出雙線
- 平出線格子門四桯破瓣攛尖
- 通混壓邊線四攛尖方格眼
- 四混出雙線方格眼四桯破瓣單混平地出單線
- 四直毬文上出條桱重格眼四桯四混出單線

“混”是指格子门的周边木条截面的形状成半椭圆形，通混指截面是一个完整的半椭圆形，双混指木条上有两道混。线是小混。破瓣指截面的一角缺进一块。

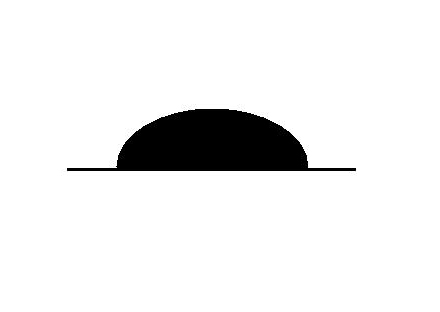
混
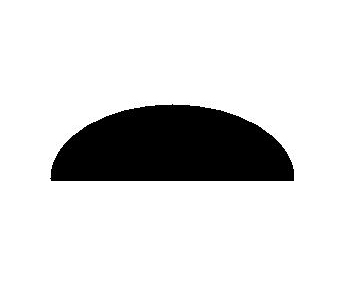
通混
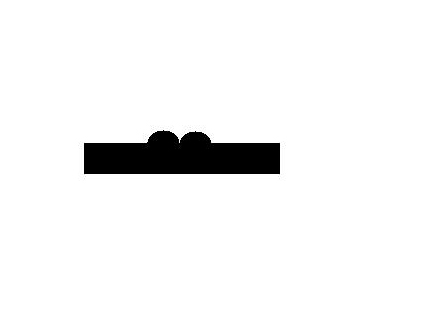
出双线
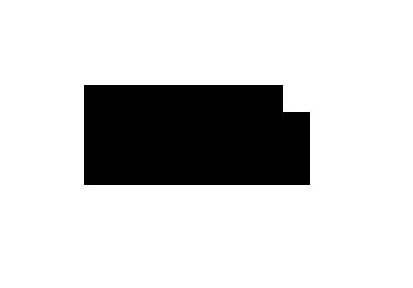
破瓣
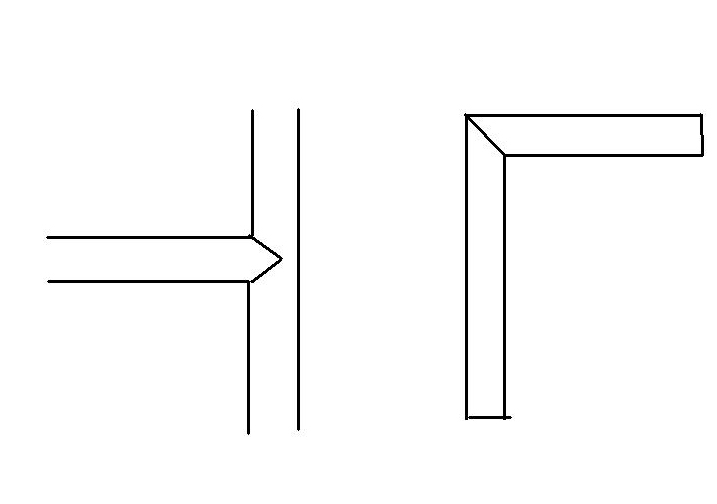
攛尖

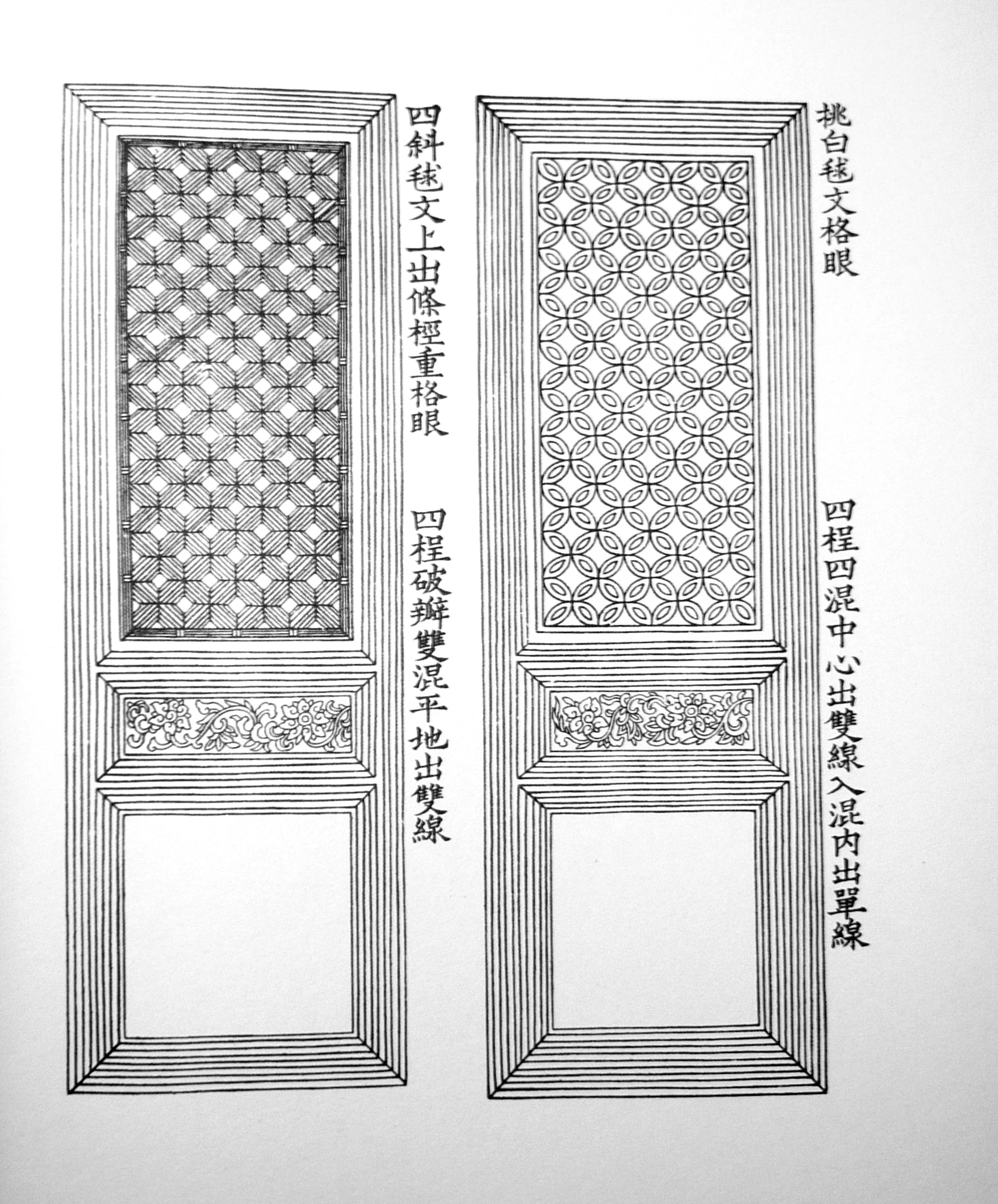
营造法式格子门一等
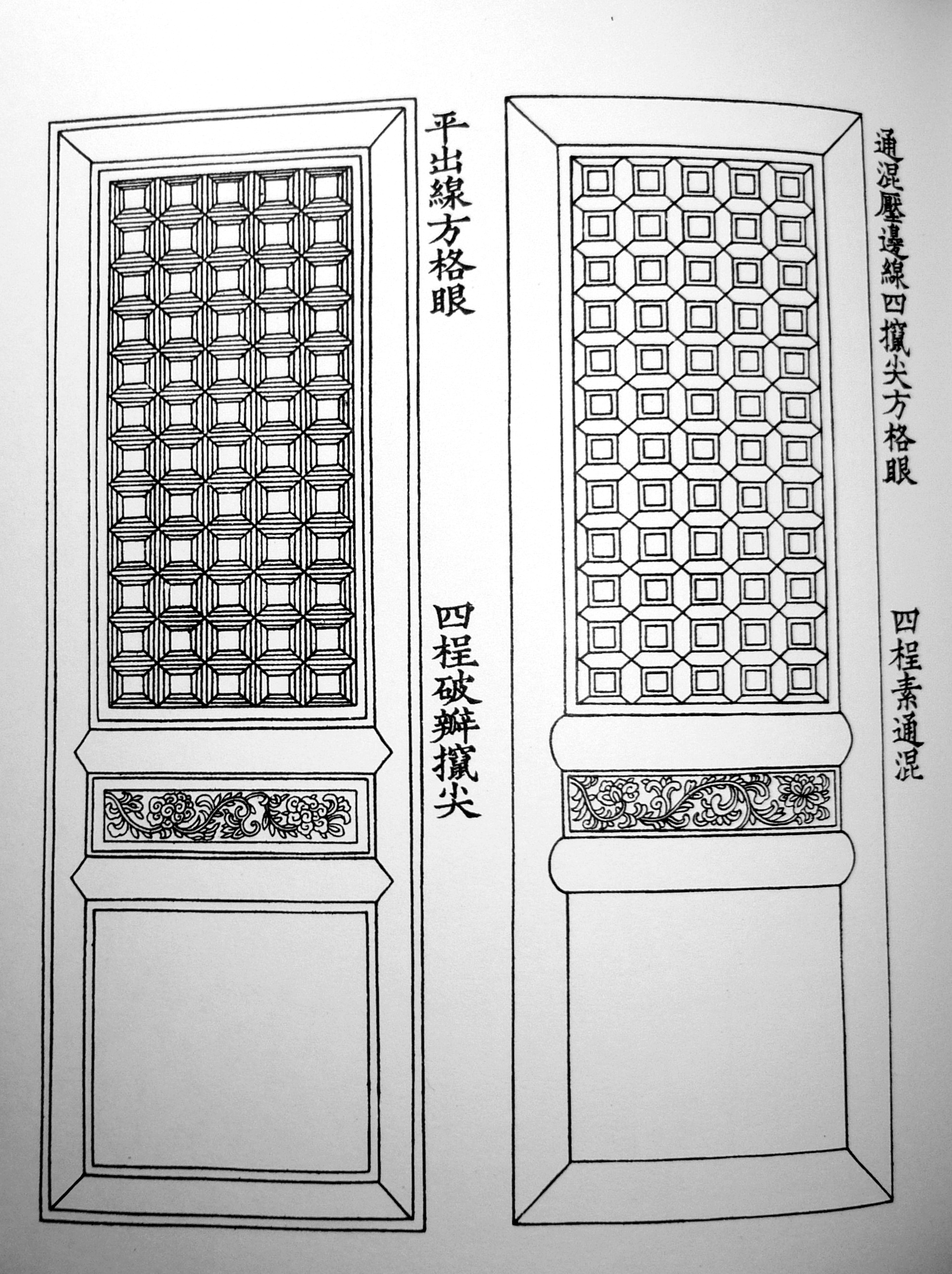
营造法式格子门二等
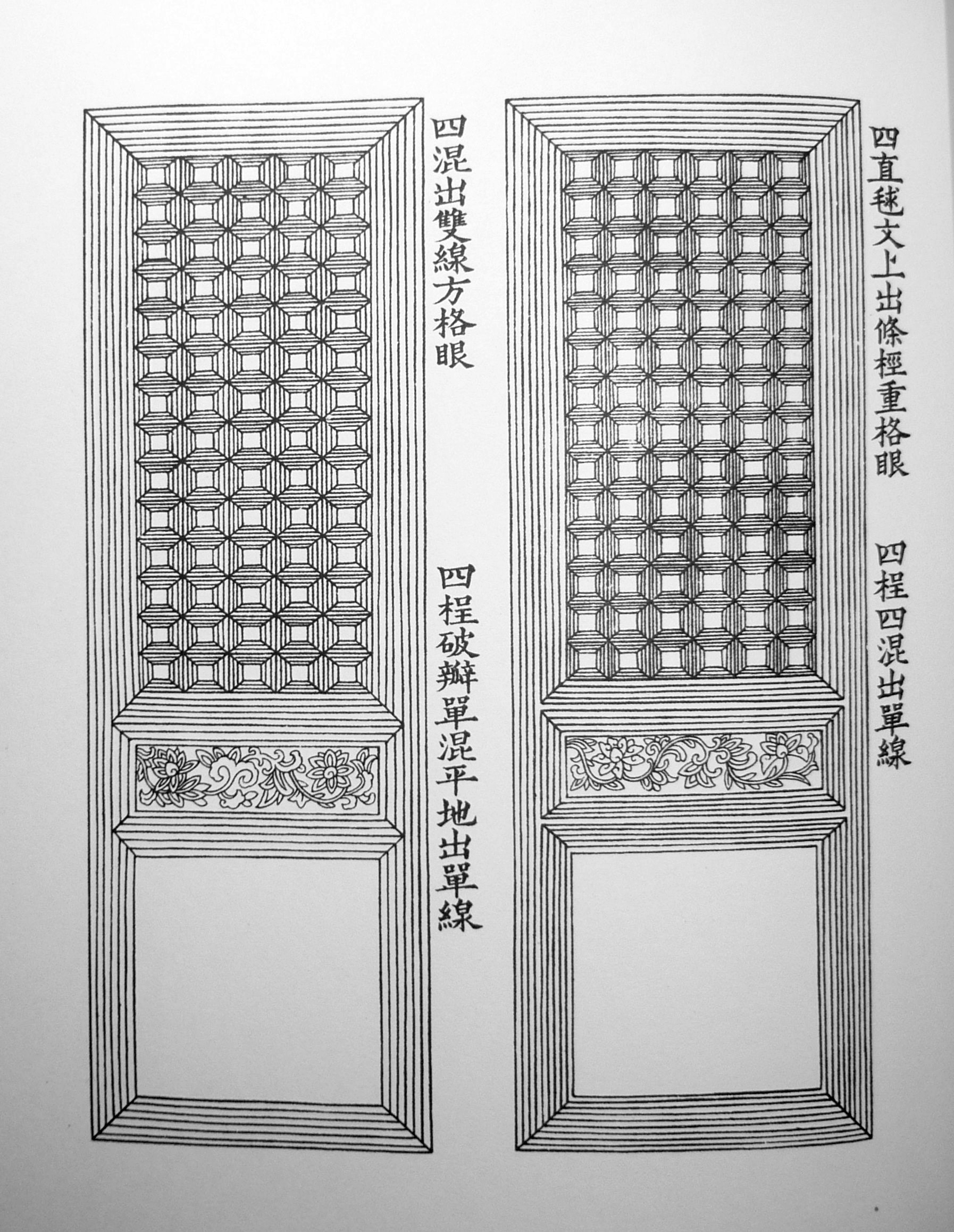
营造法式格子门三等
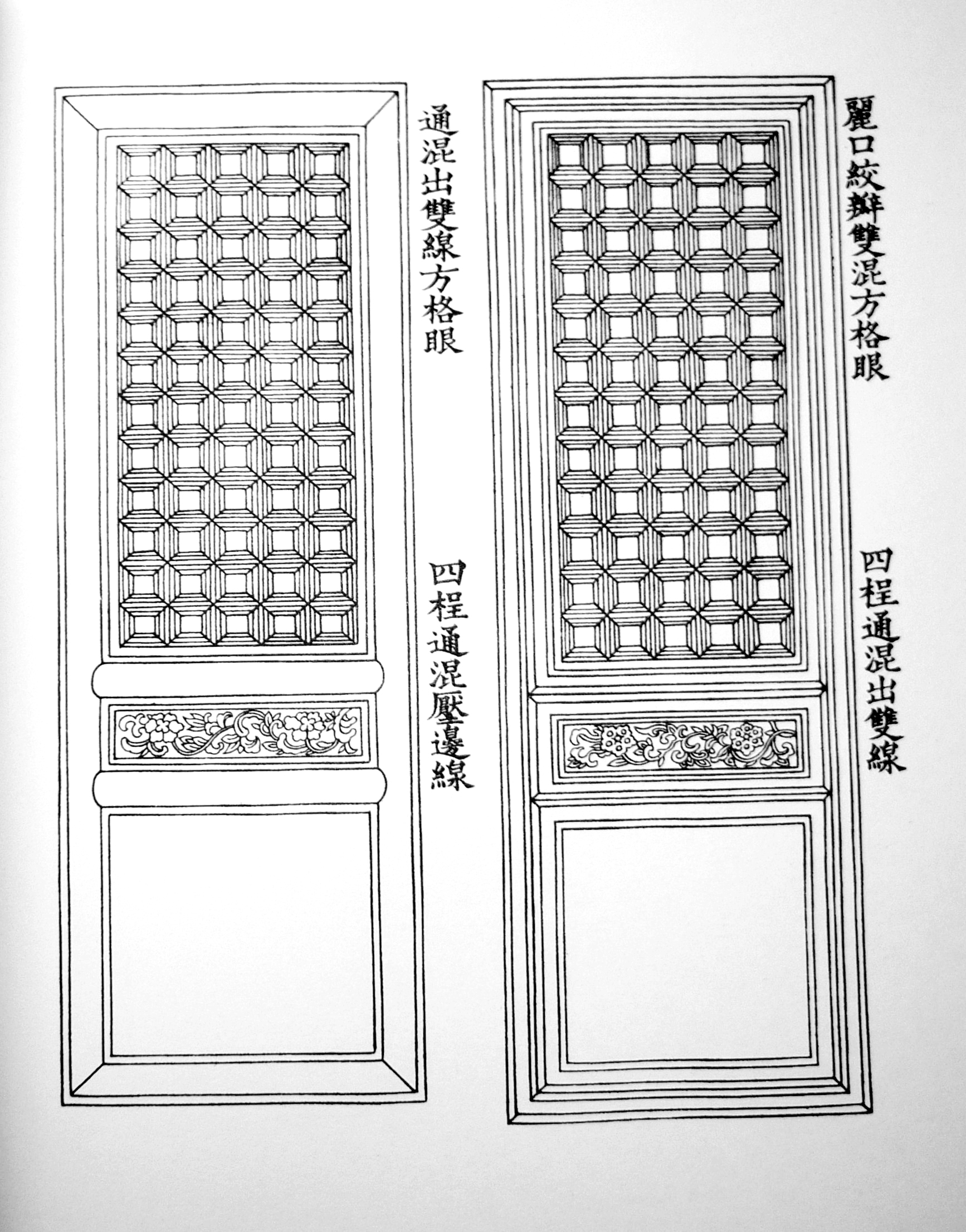
营造法式格子门四等
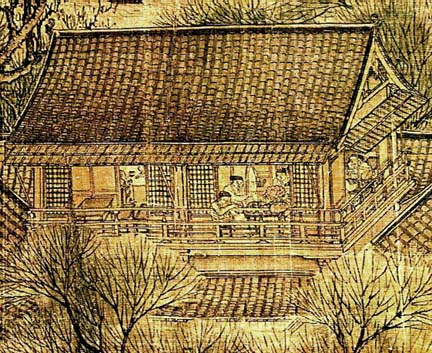
清明上河图中的橫拉式格子门
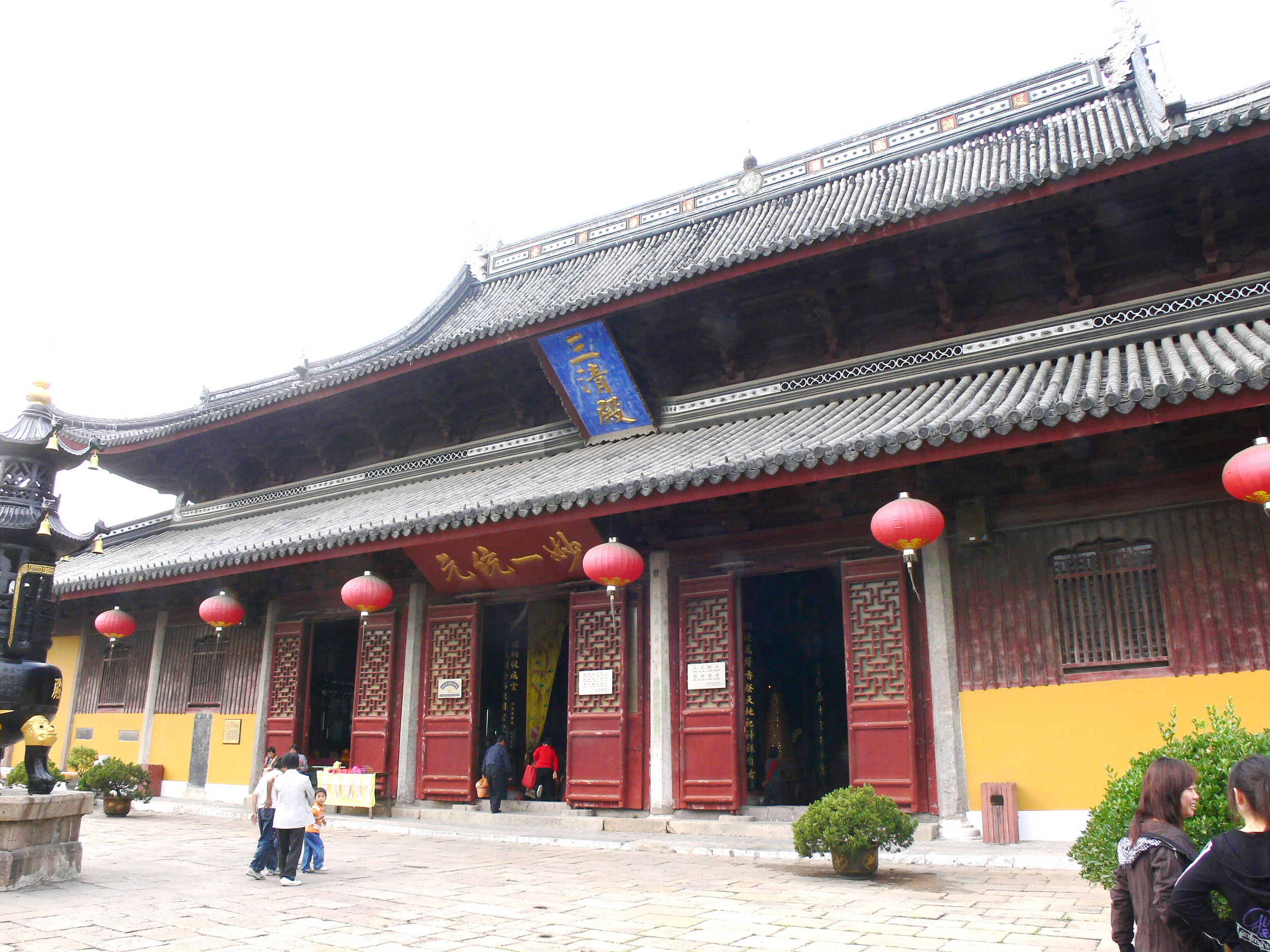
宋代三清殿格子门

### 元代格子门样式
元代格子门的样式基本上和宋代营造法式大同小异

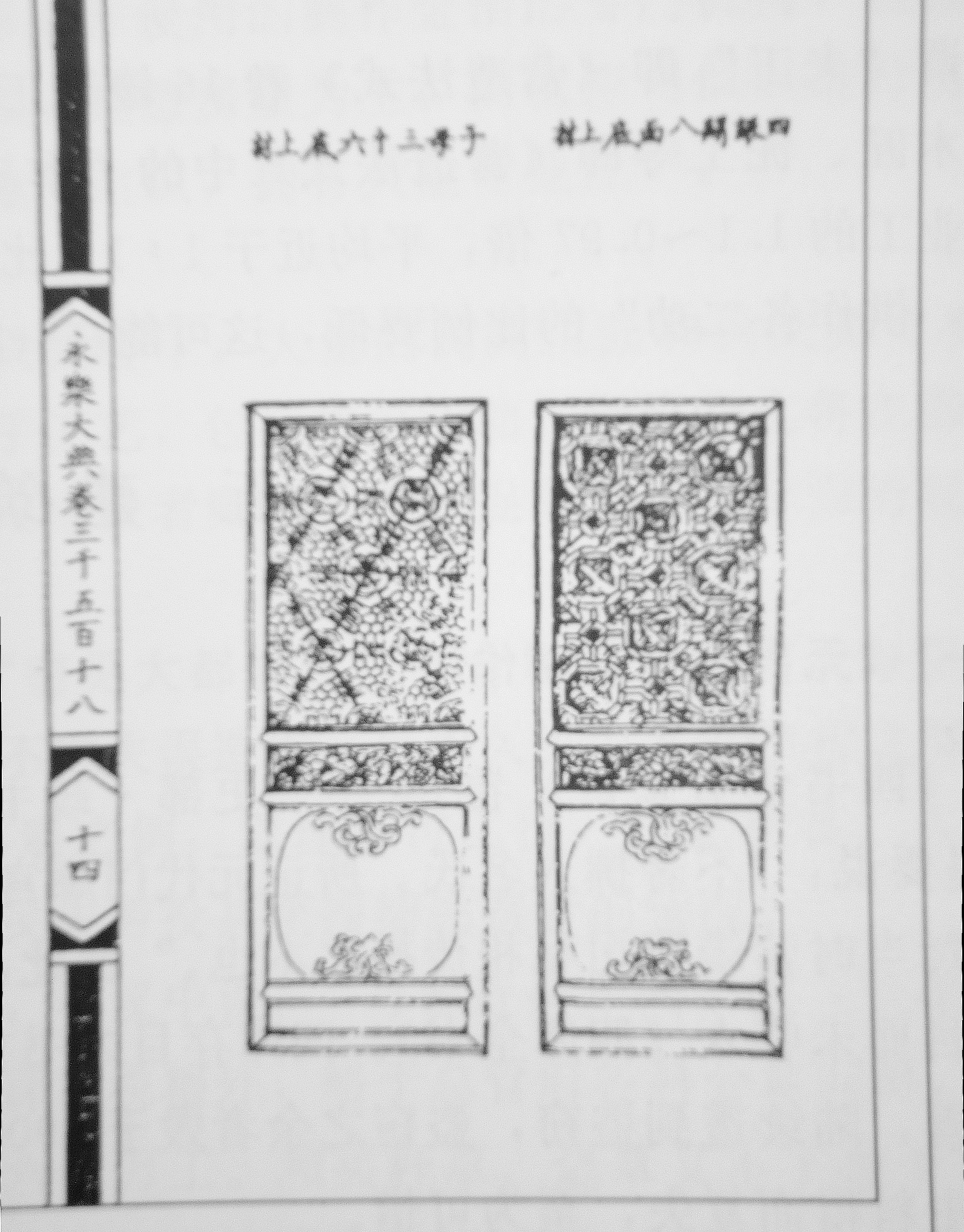
元代《梓人遗制》格子门
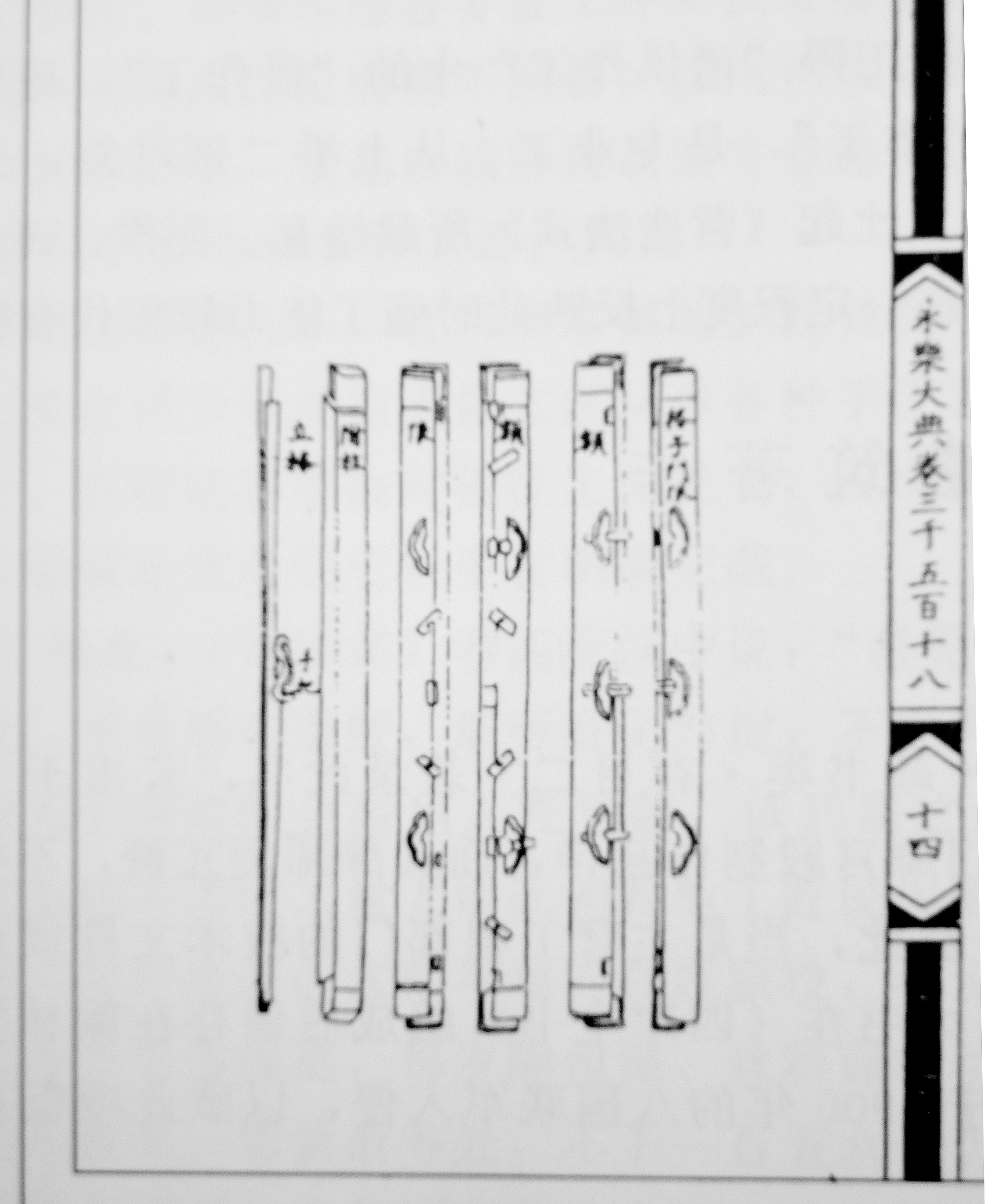
元代《梓人遗制》格子门侧面图

### 明代格子门样式
据明代计成《园冶》，当时流行柳条式格眼，花式繁多：
- 柳条式

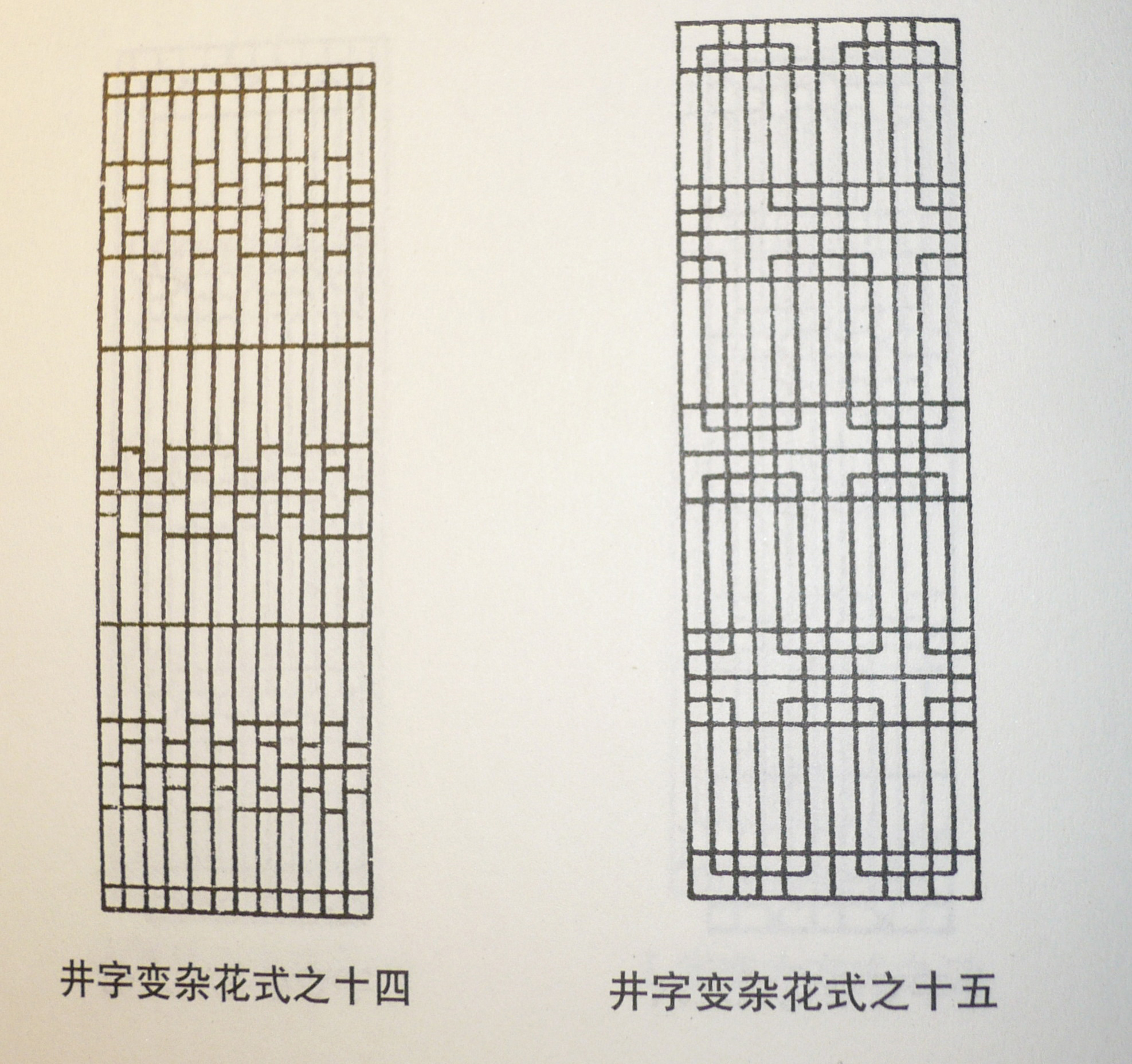
柳条变人字式
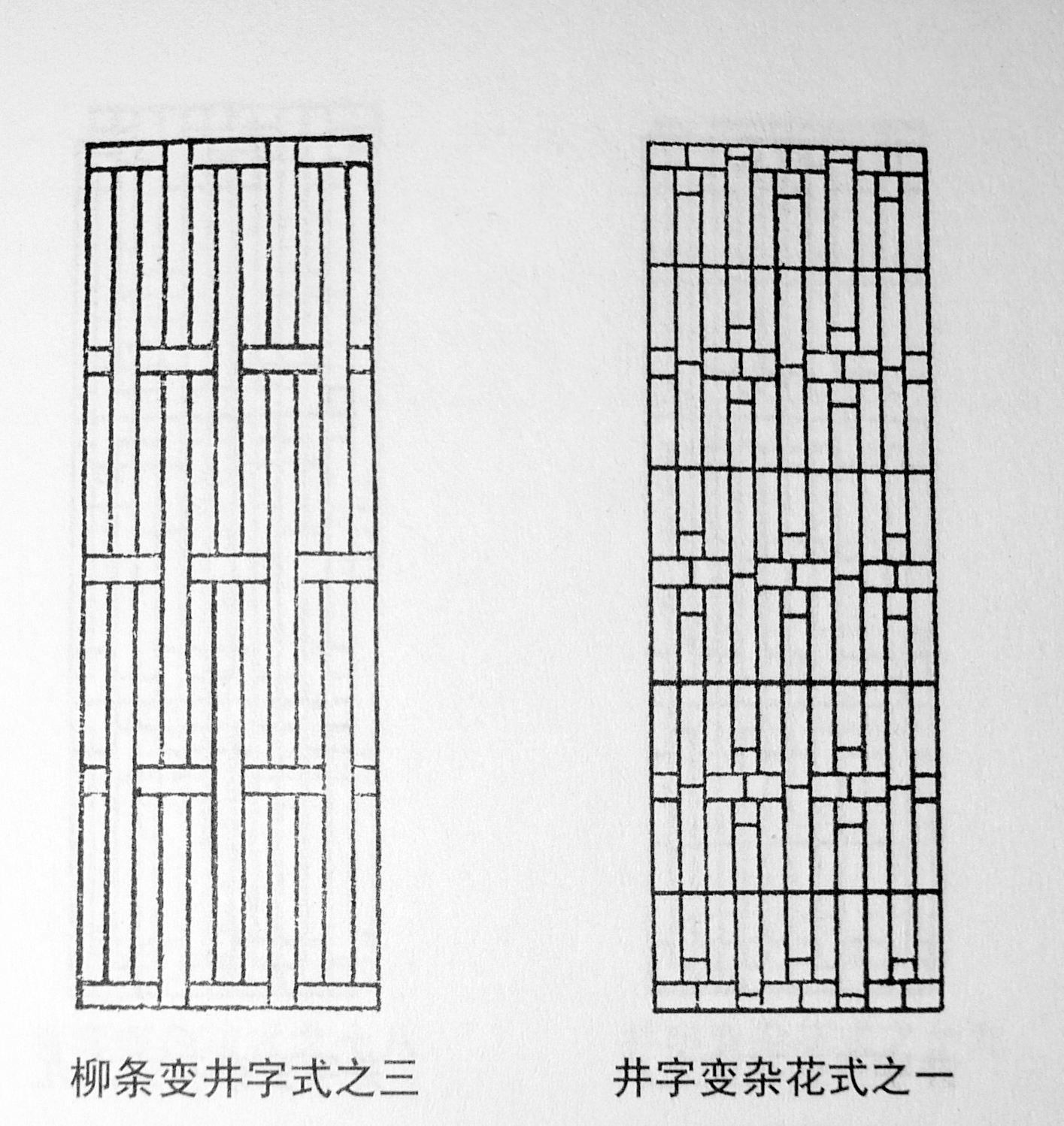
人字变六方式
- 柳条变井字式
- 井字变杂花式
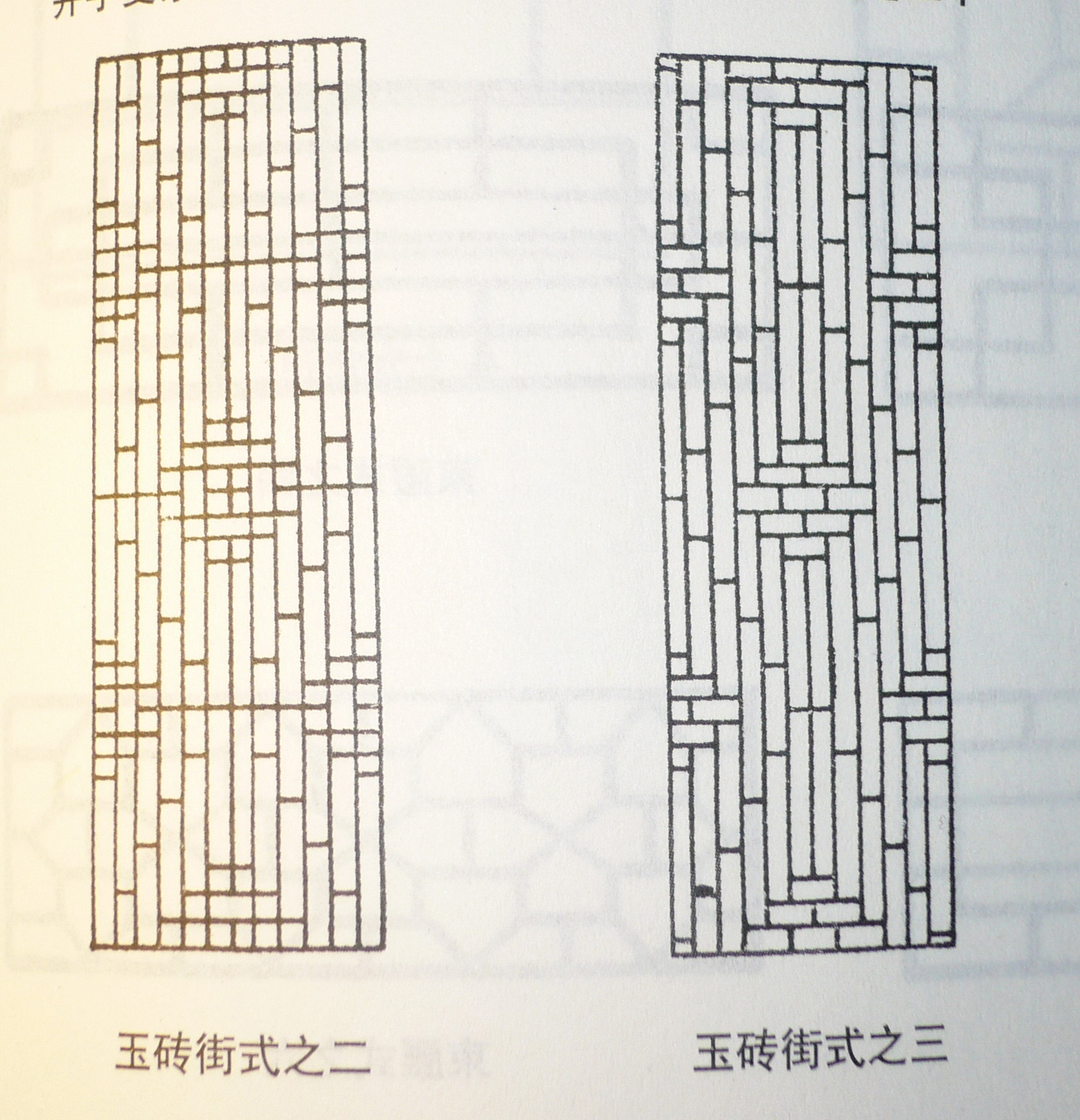
玉砖街式
武当山紫霄殿格子门
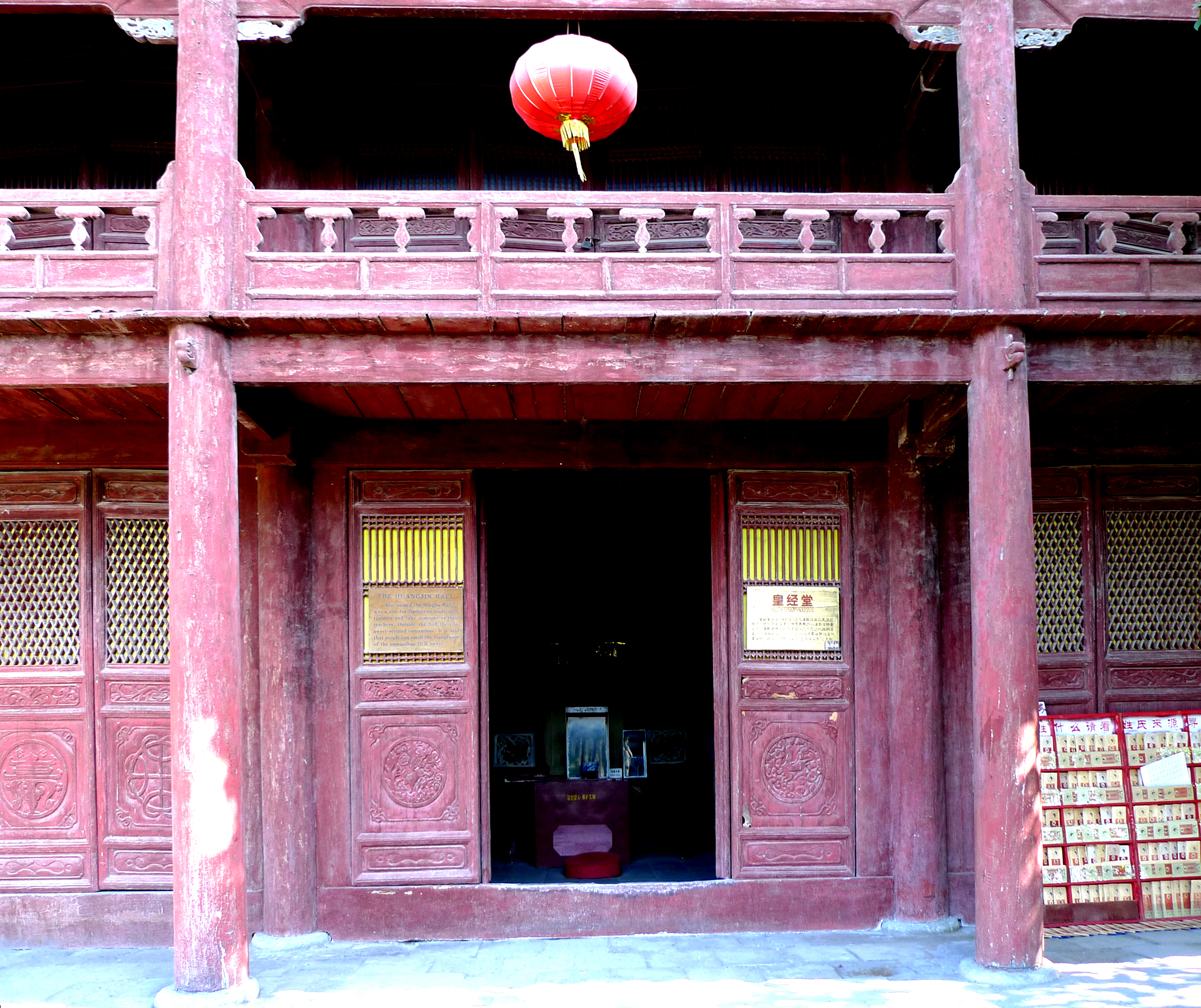
武当山皇经堂格子门
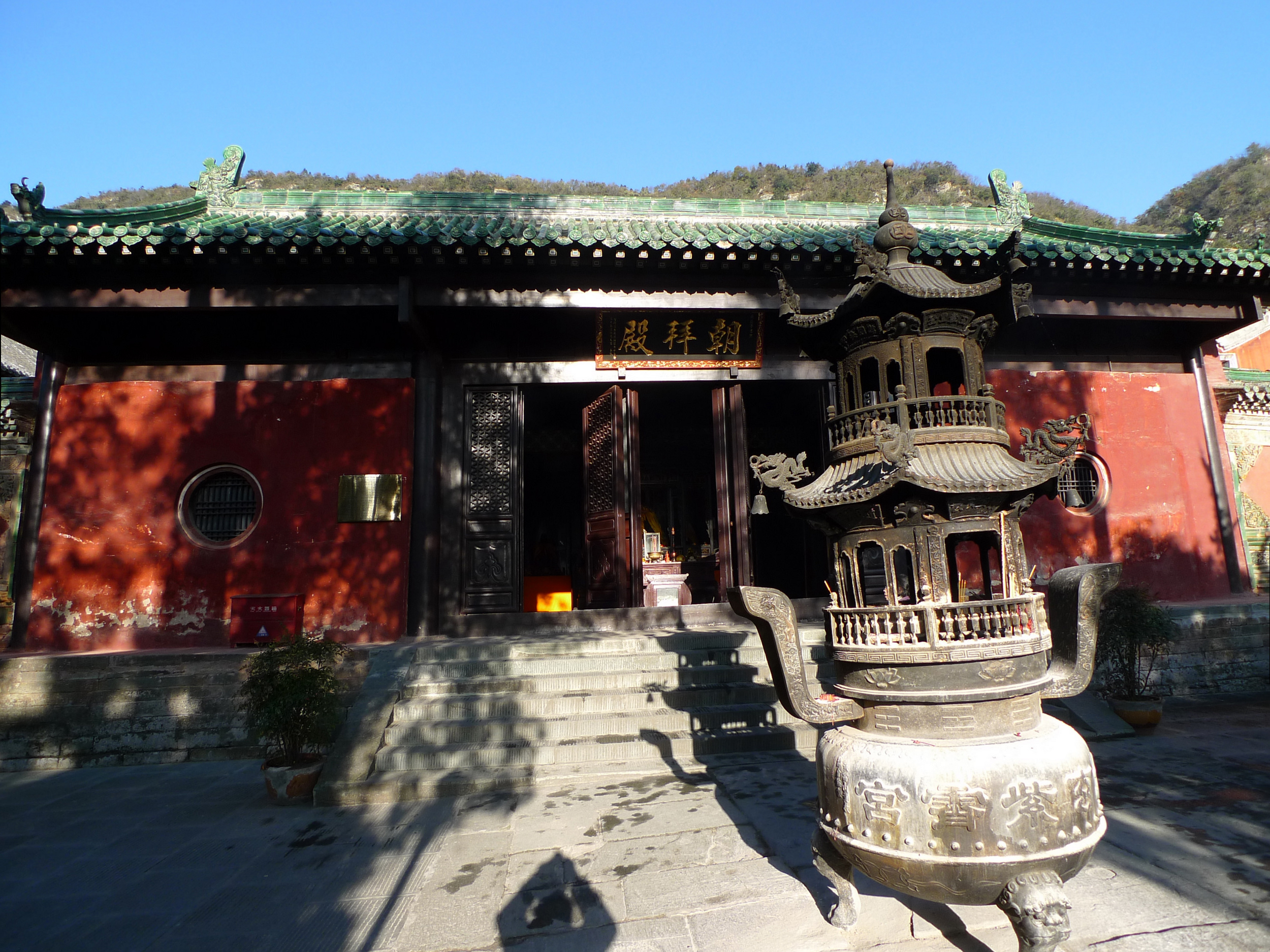
武当山朝拜殿格子门
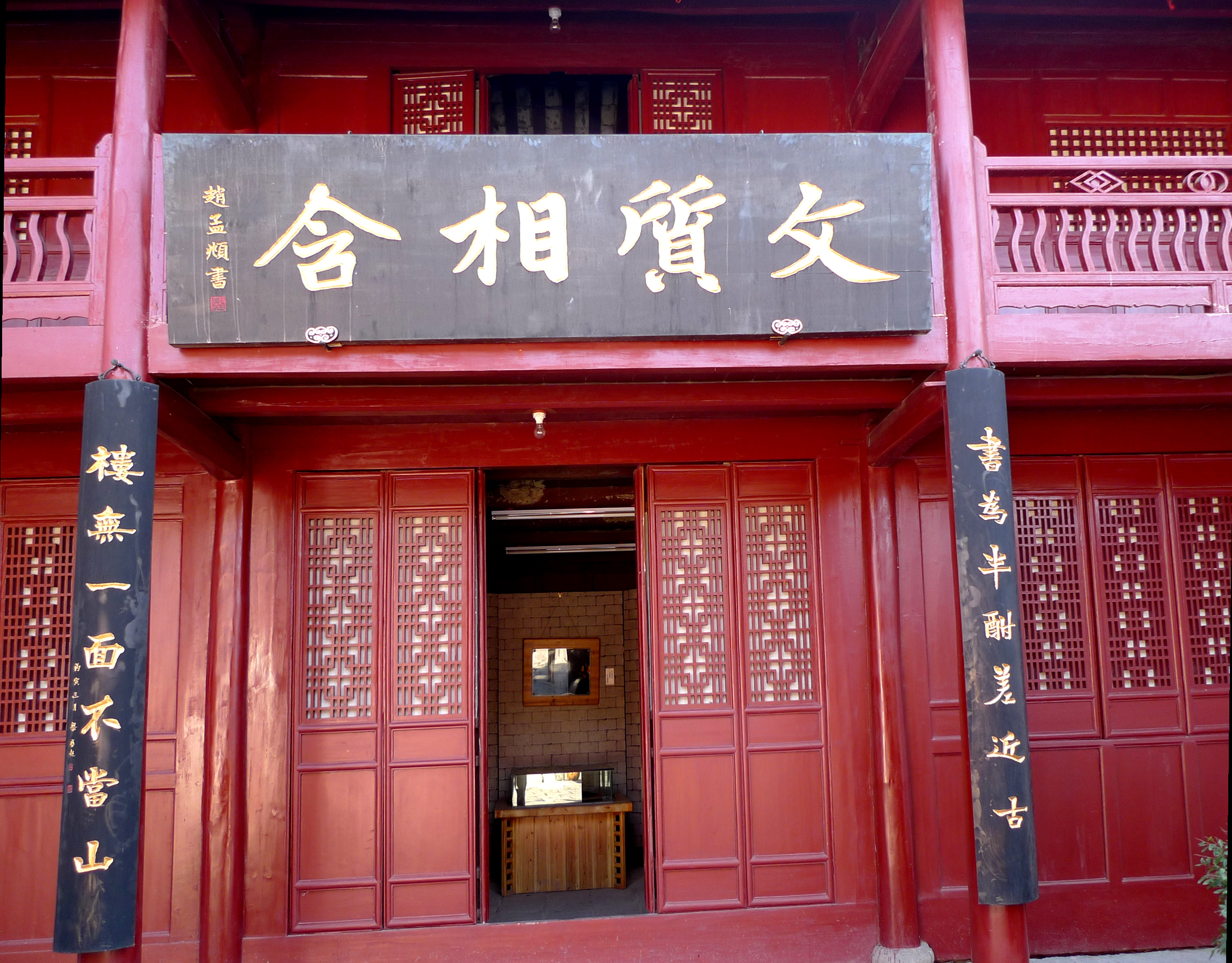
武当山文质相含殿格子门
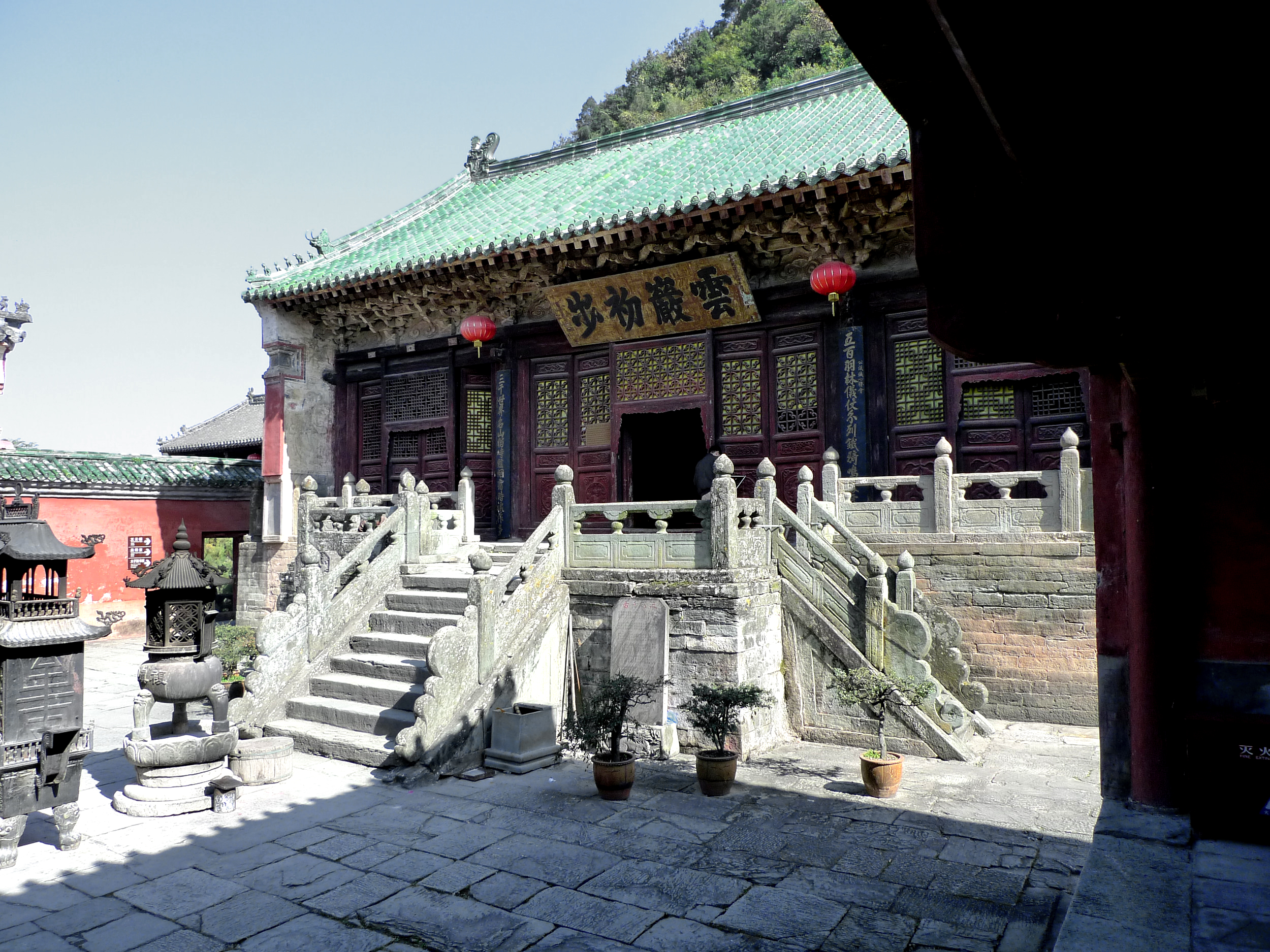
武当山云岩初步格子门
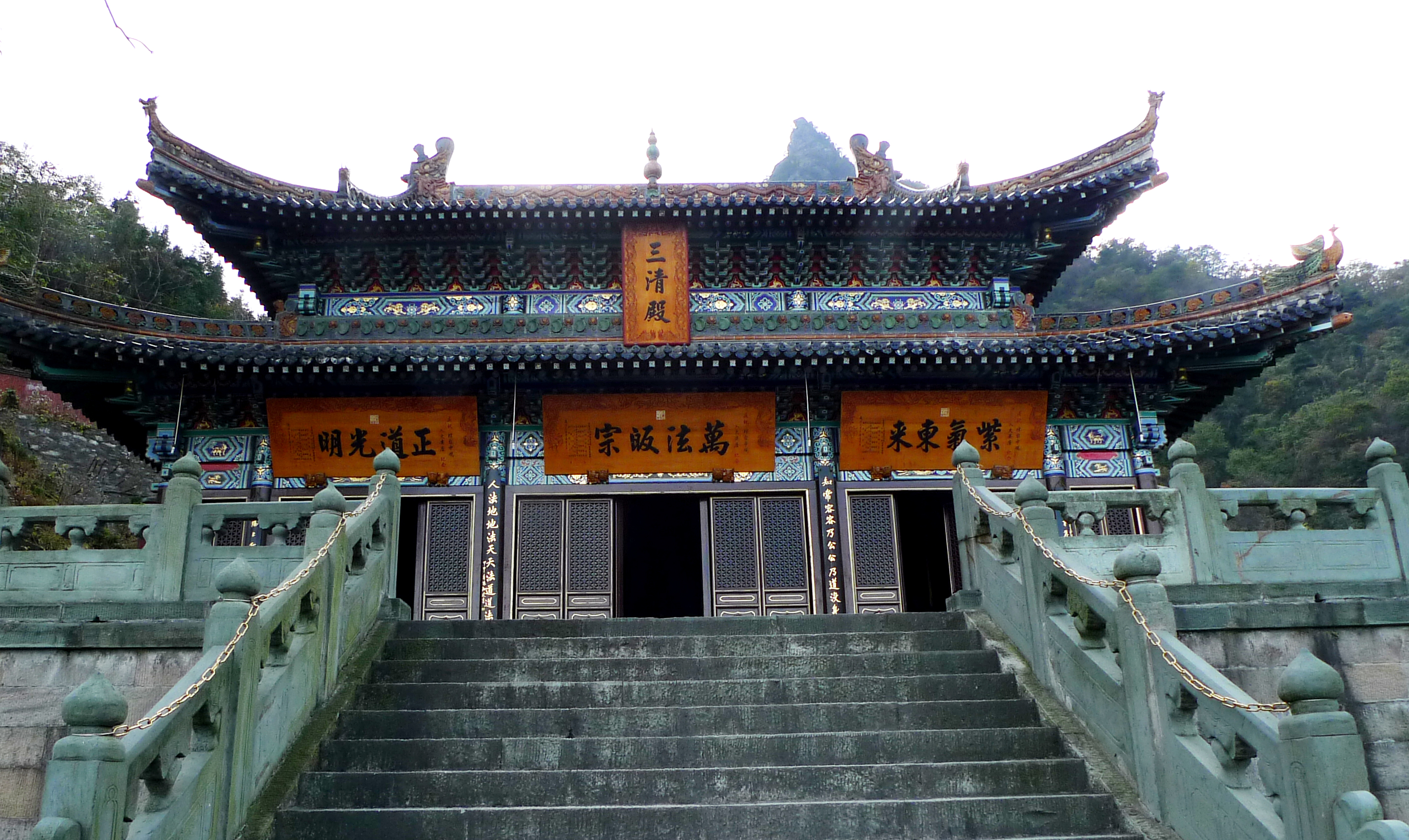
武当山三清殿格子门
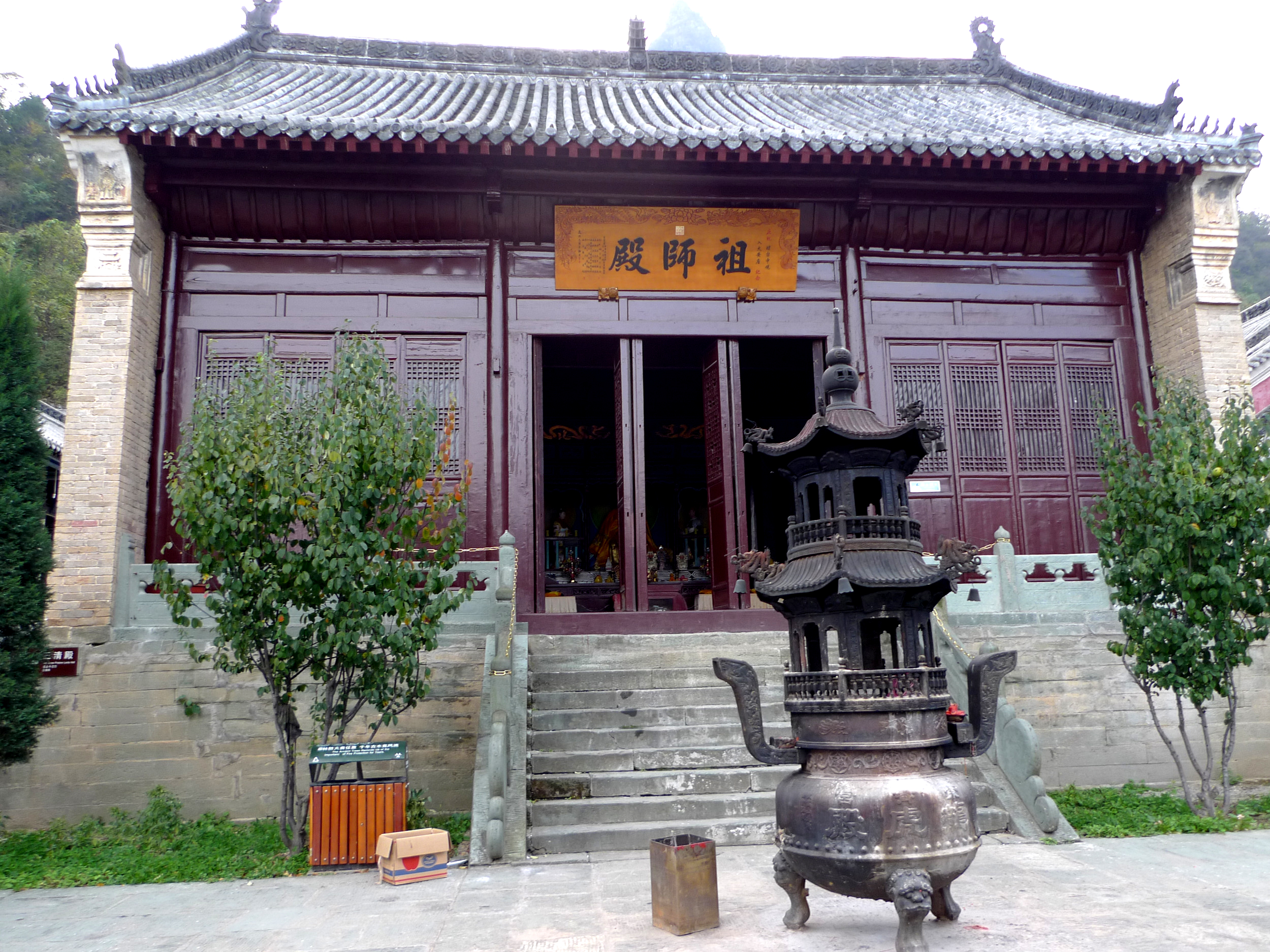
武当山祖师殿格子门
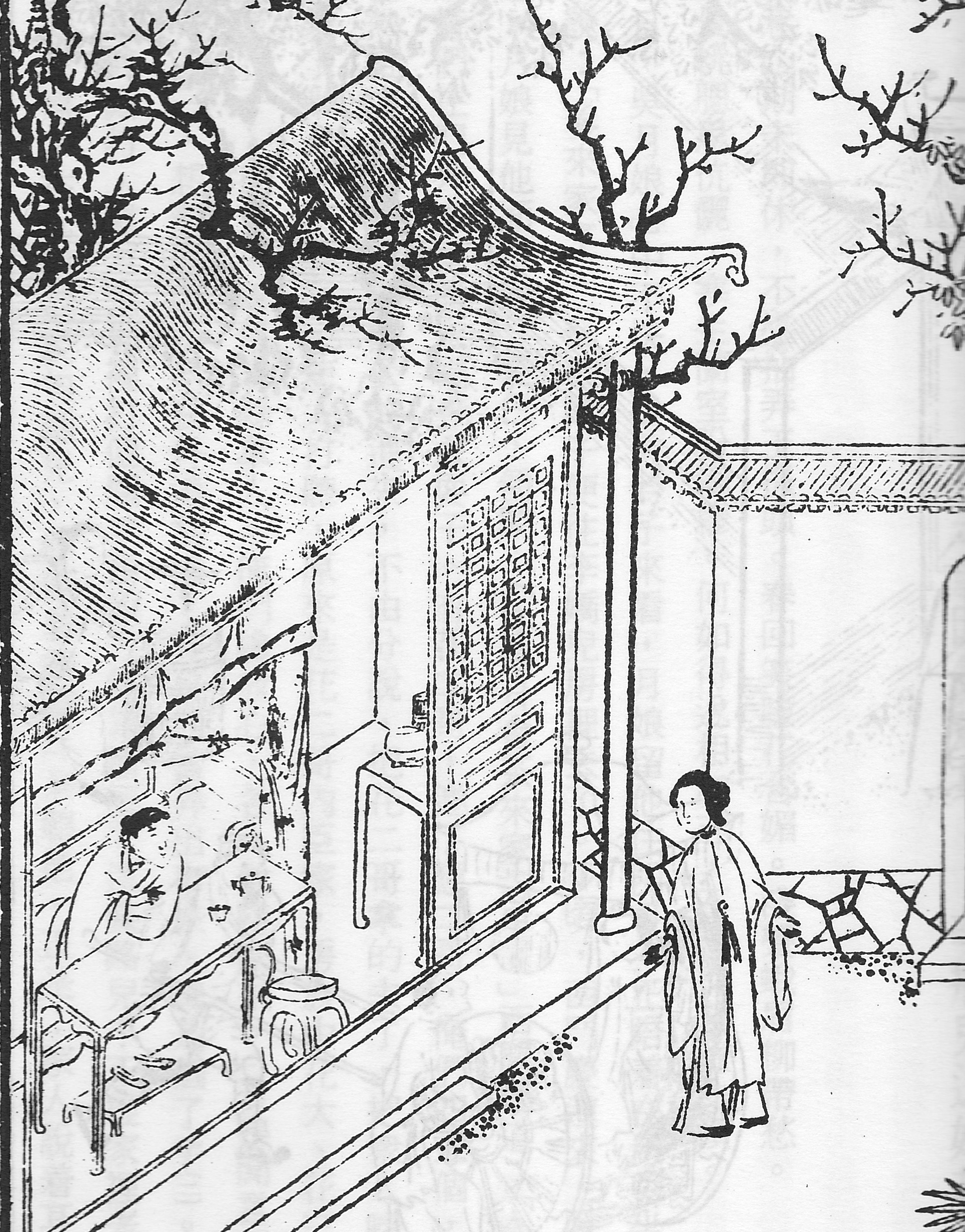
金瓶梅格子门插图1
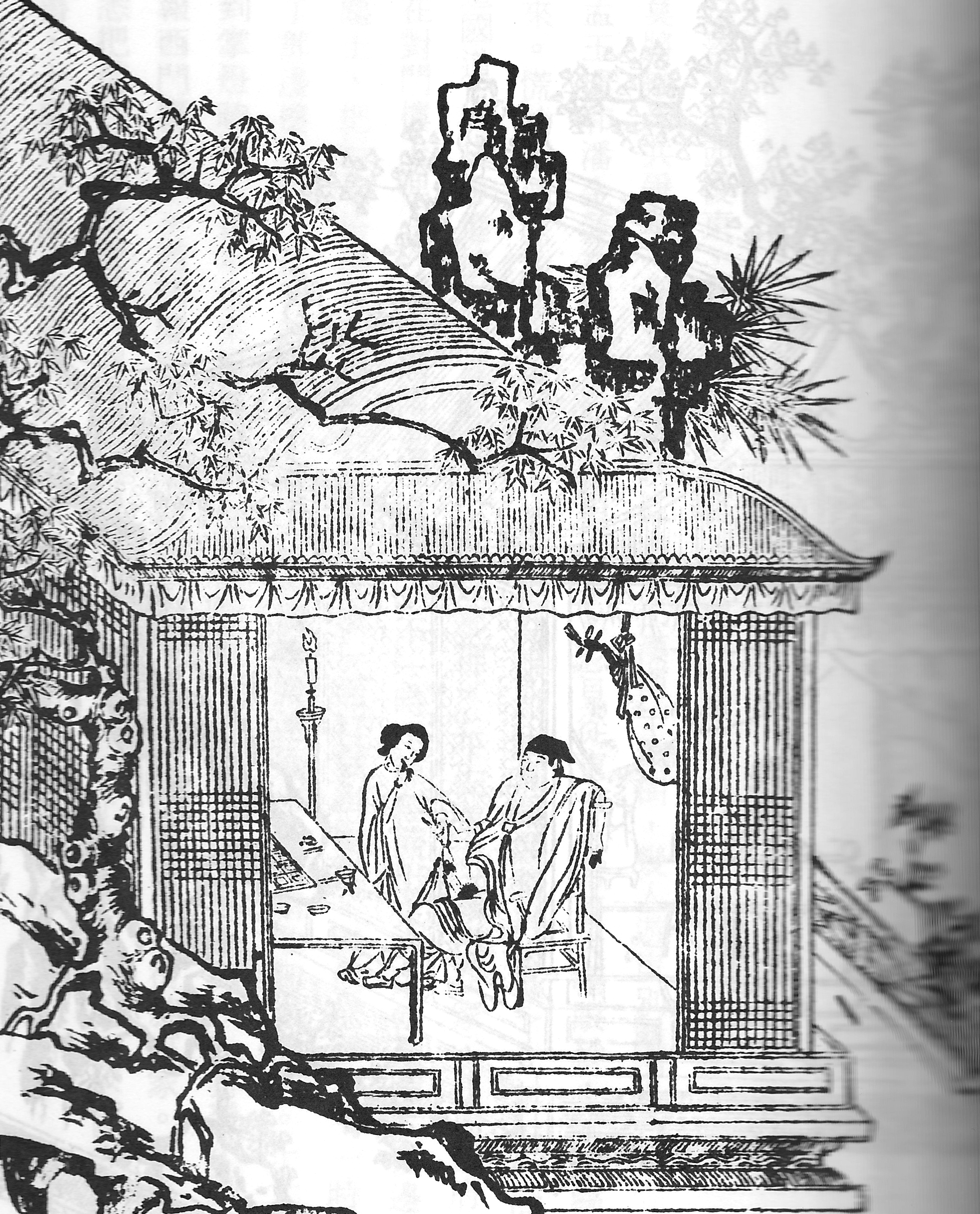
金瓶梅格子门插图2

- 八方式

- 井字变杂花式
- 柳条变井字式 井字变杂花式
- 玉砖街式
- 武当山紫霄殿格子门
- 武当山皇经堂格子门
- 武当山朝拜殿格子门
- 武当山文质相含殿格子门
- 武当山云岩初步格子门
- 武当山三清殿格子门
- 武当山祖师殿格子门
- 金瓶梅格子门插图1
- 金瓶梅格子门插图2

### 清代格子门样式

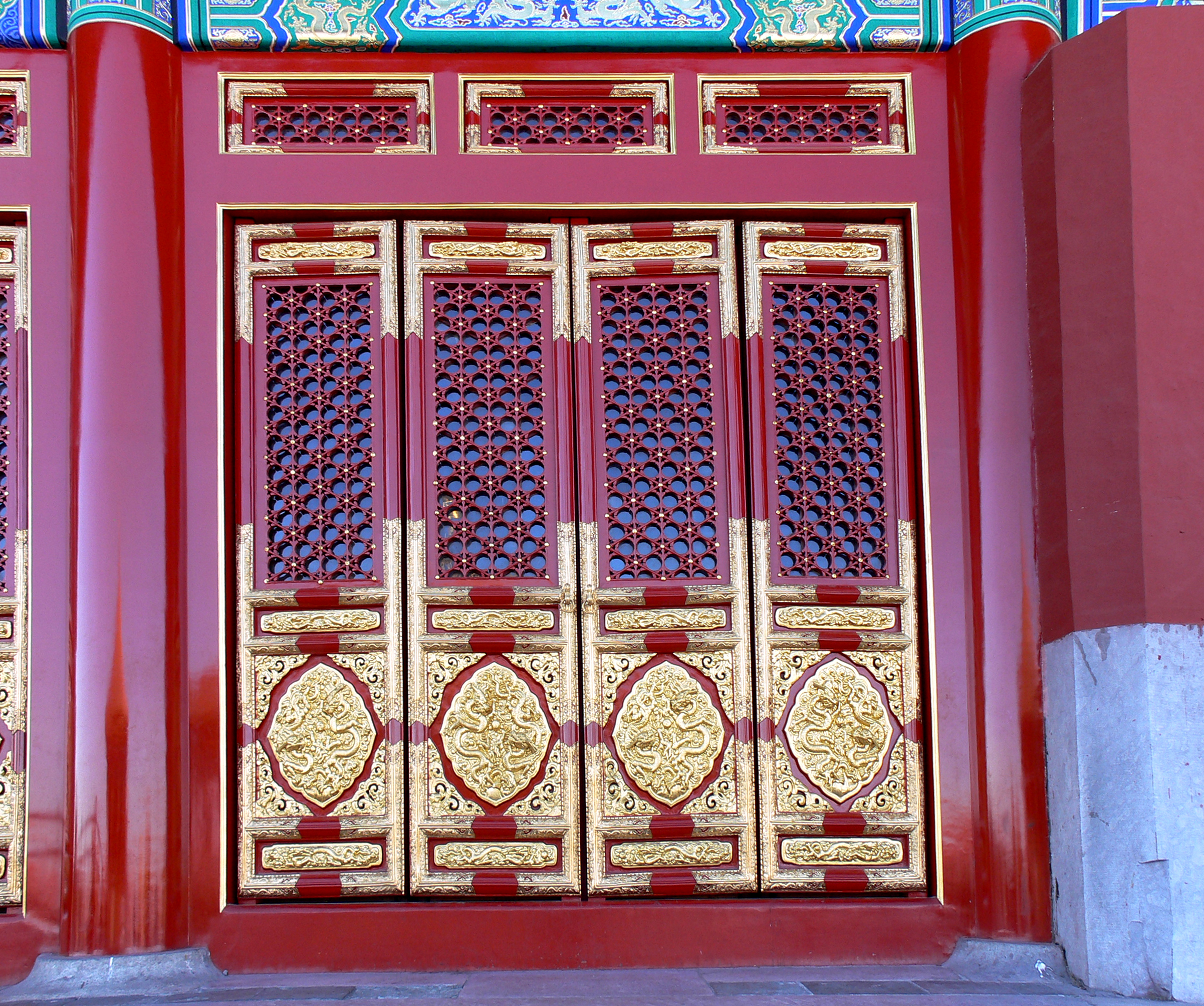
故宫太和殿逑文格扇
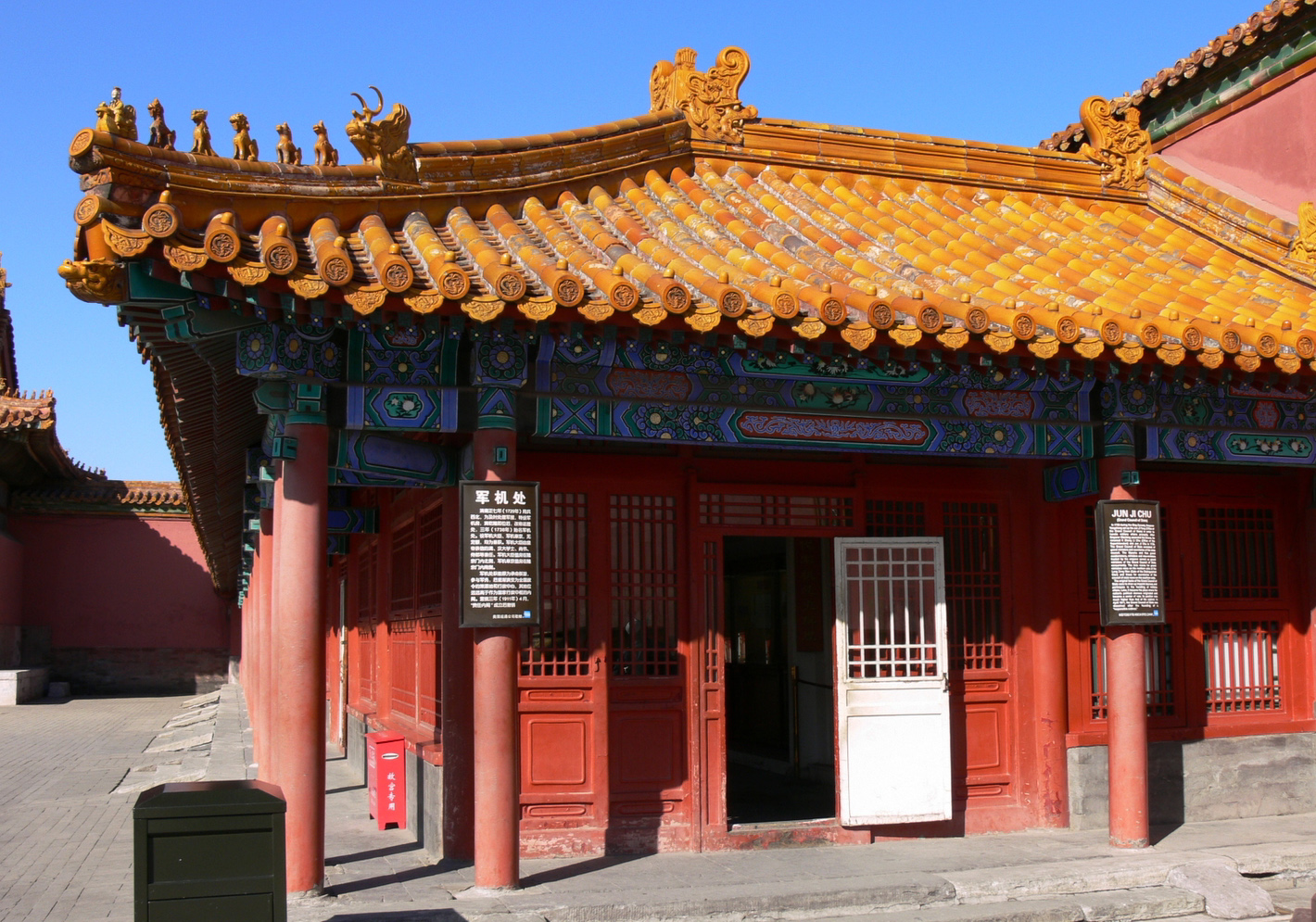
故宫军机处格扇
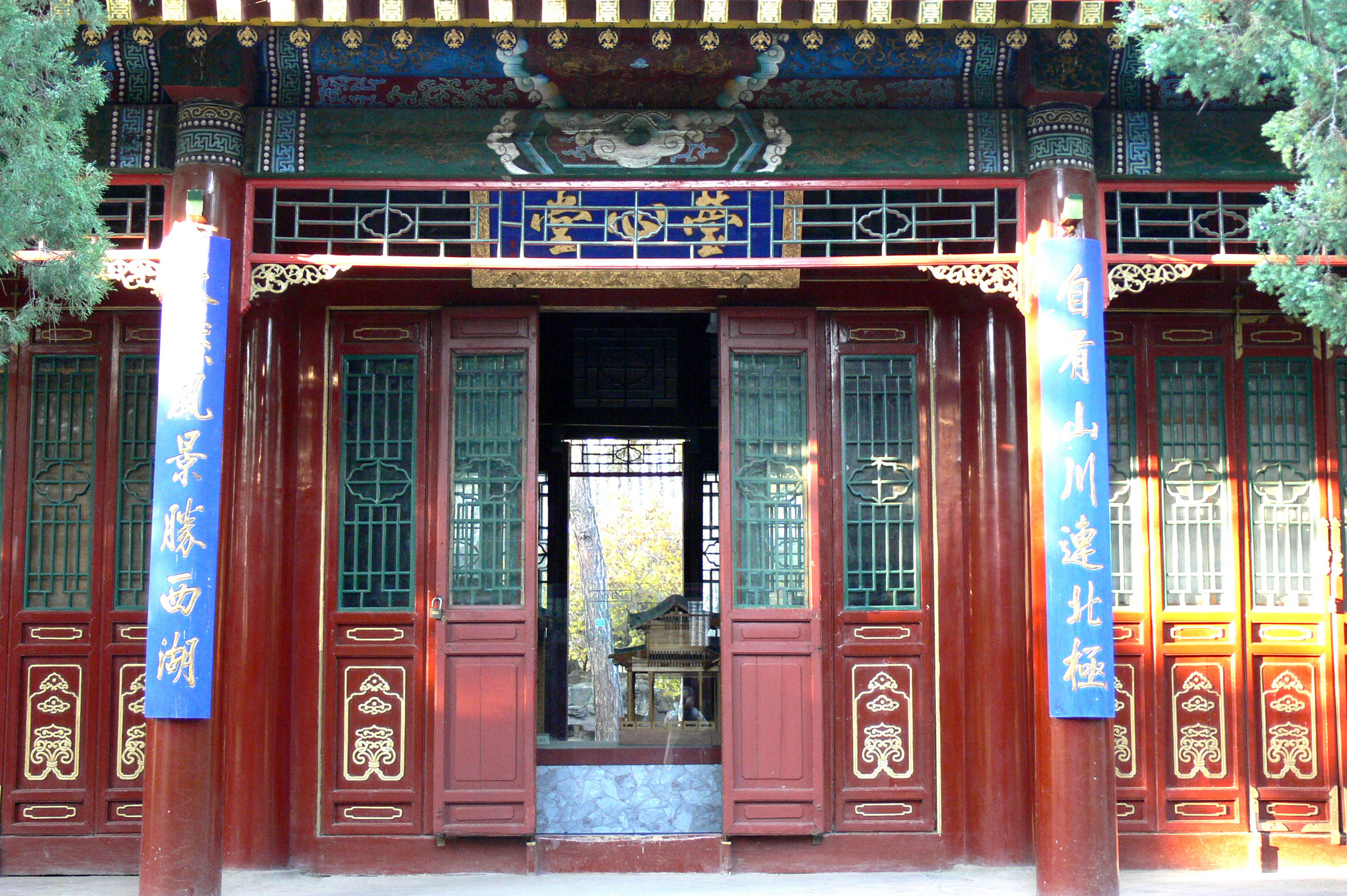
承德避暑山庄格扇
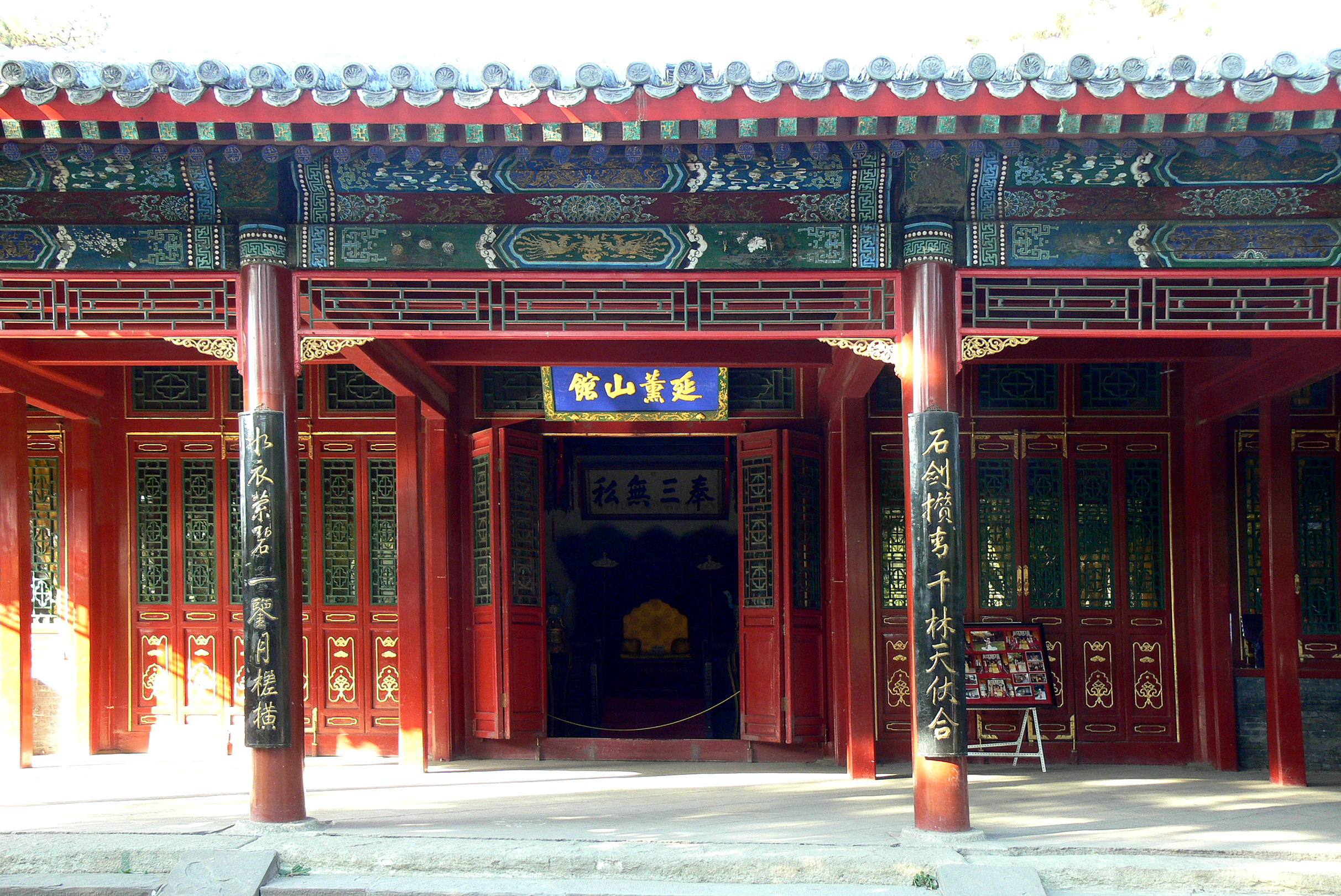
避暑山庄延薰山馆格扇
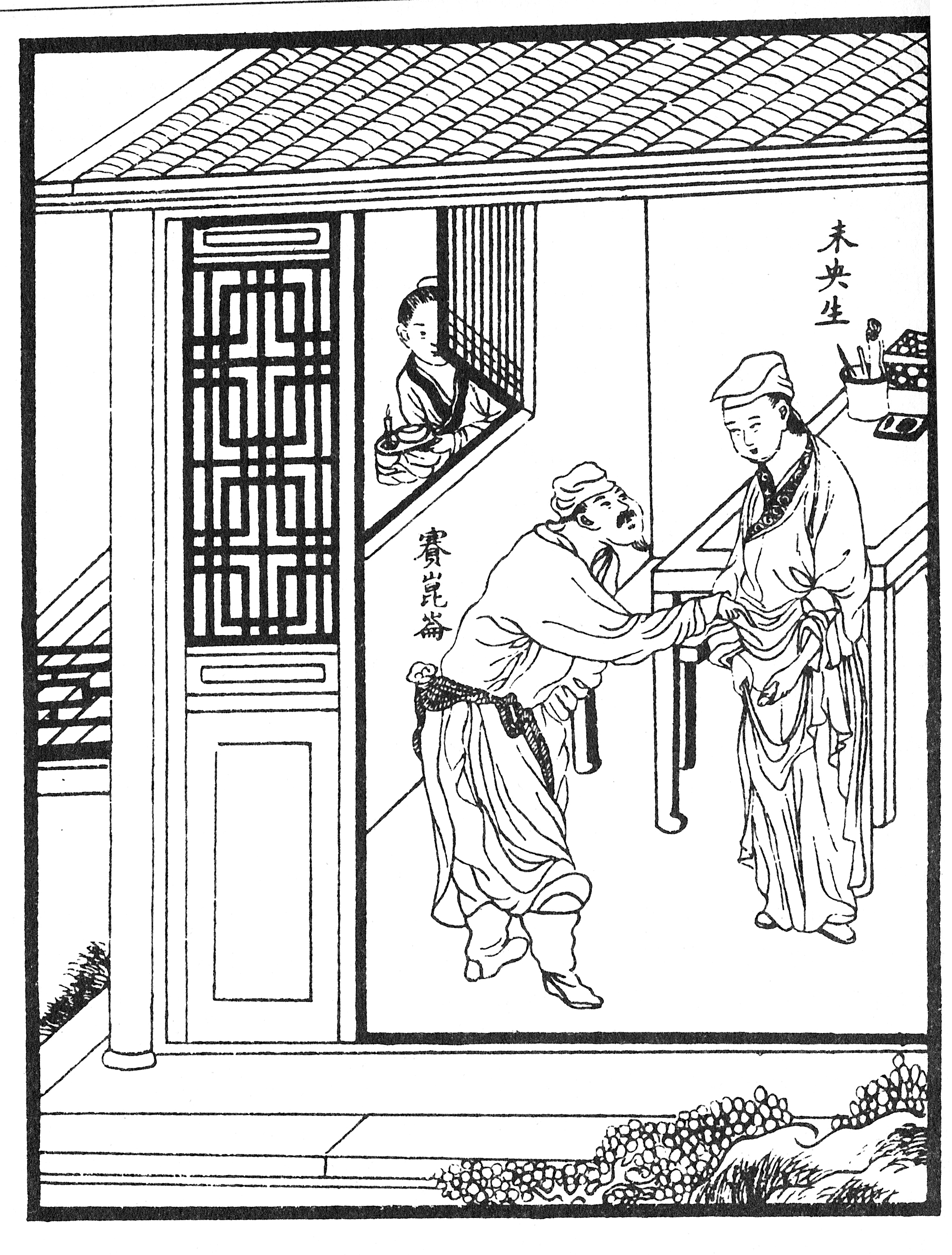
肉蒲团插图中的双腰串格子门

### 中国民居格子门

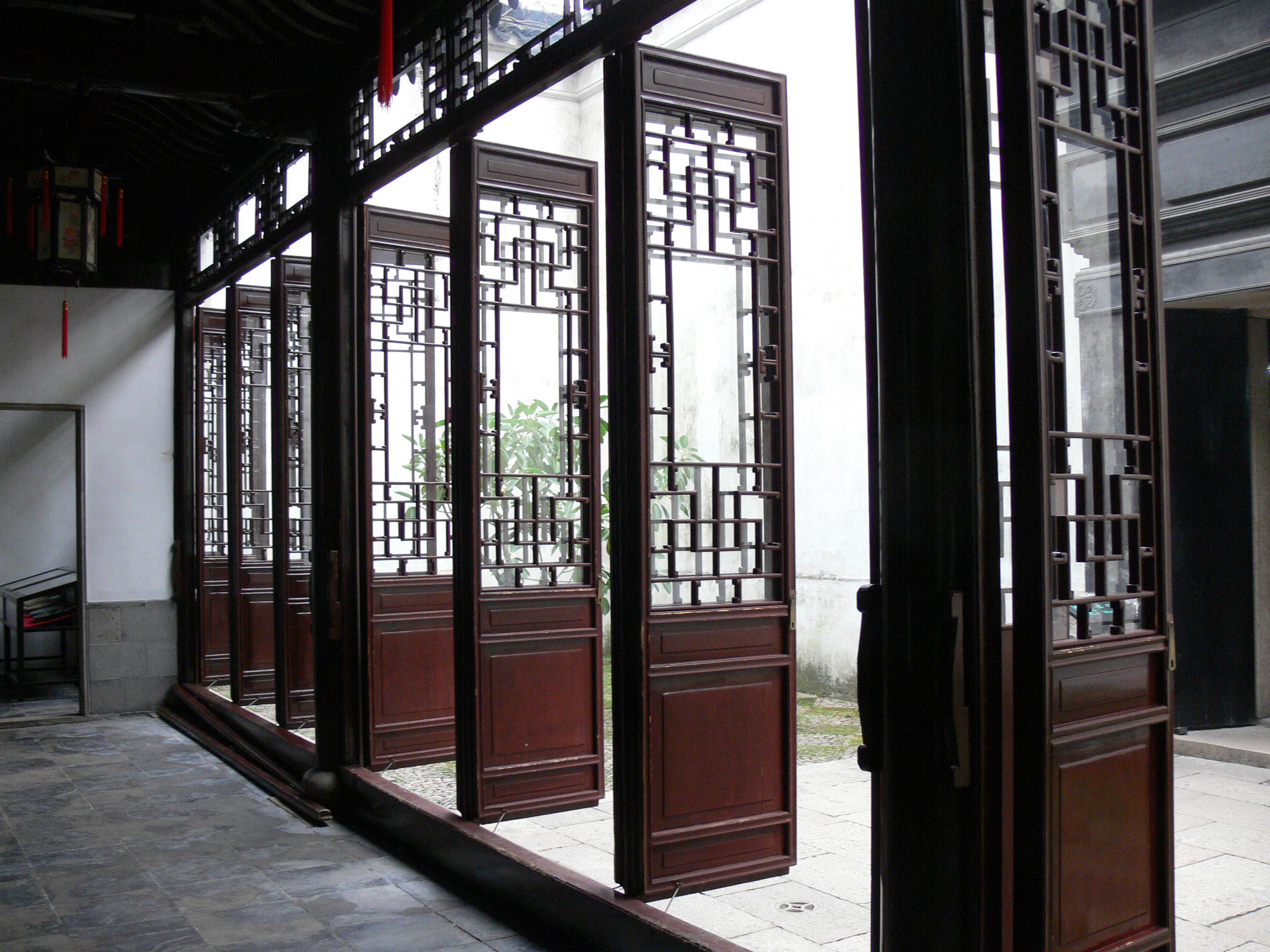
苏州沧浪亭格扇
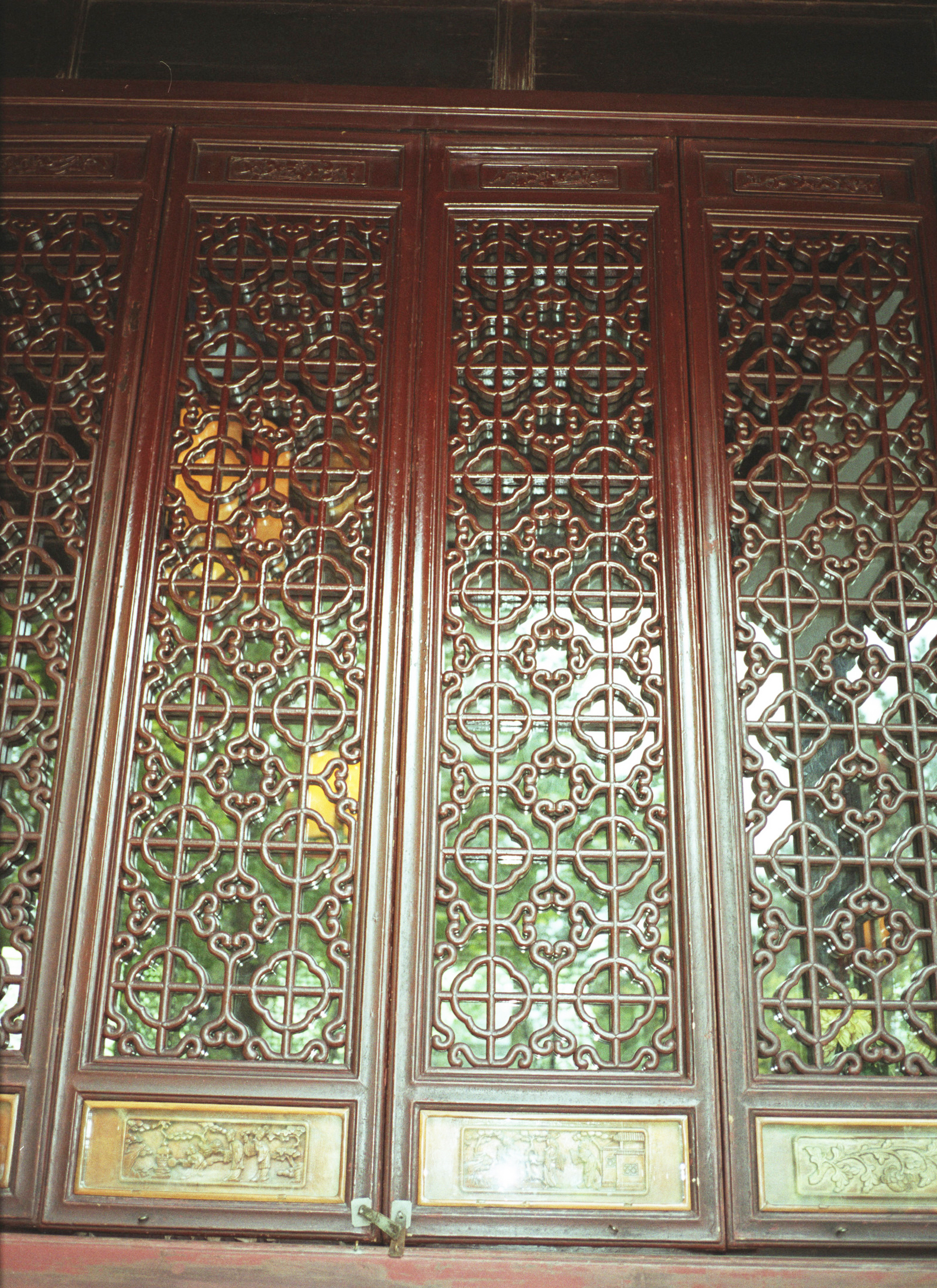
苏州东山镇雕花楼格子门
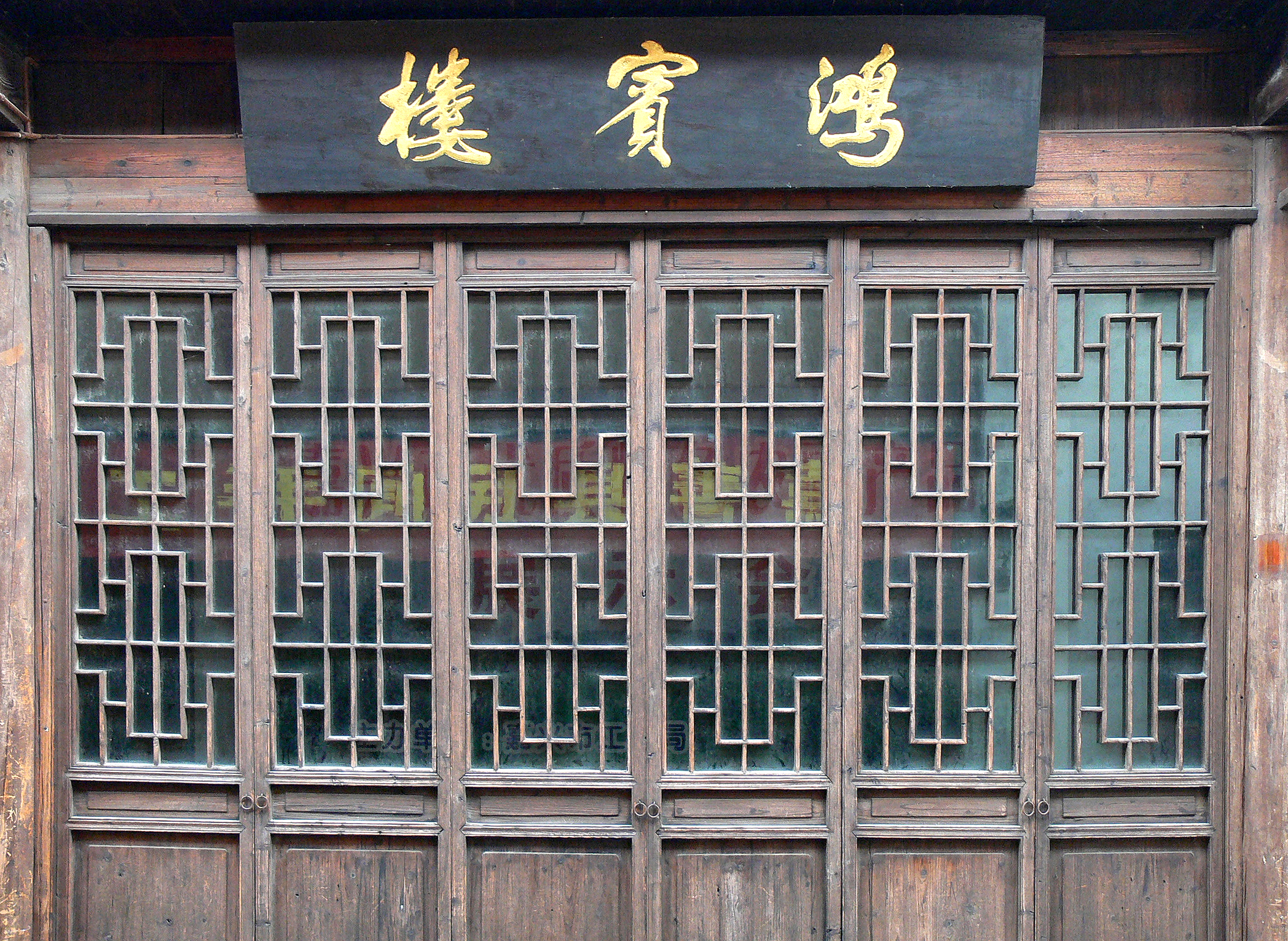
西塘鸿宾楼格子门
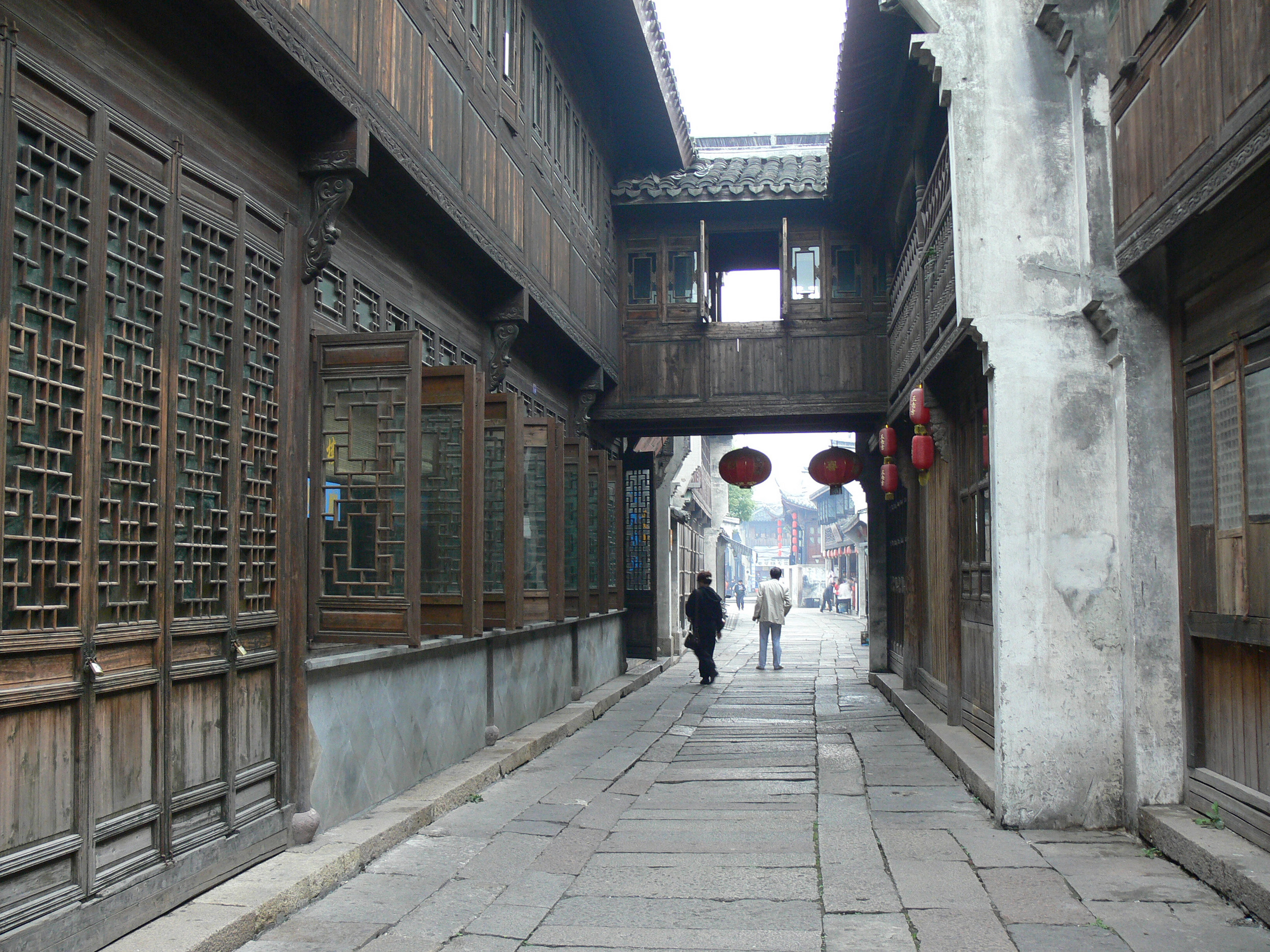
乌镇格子门
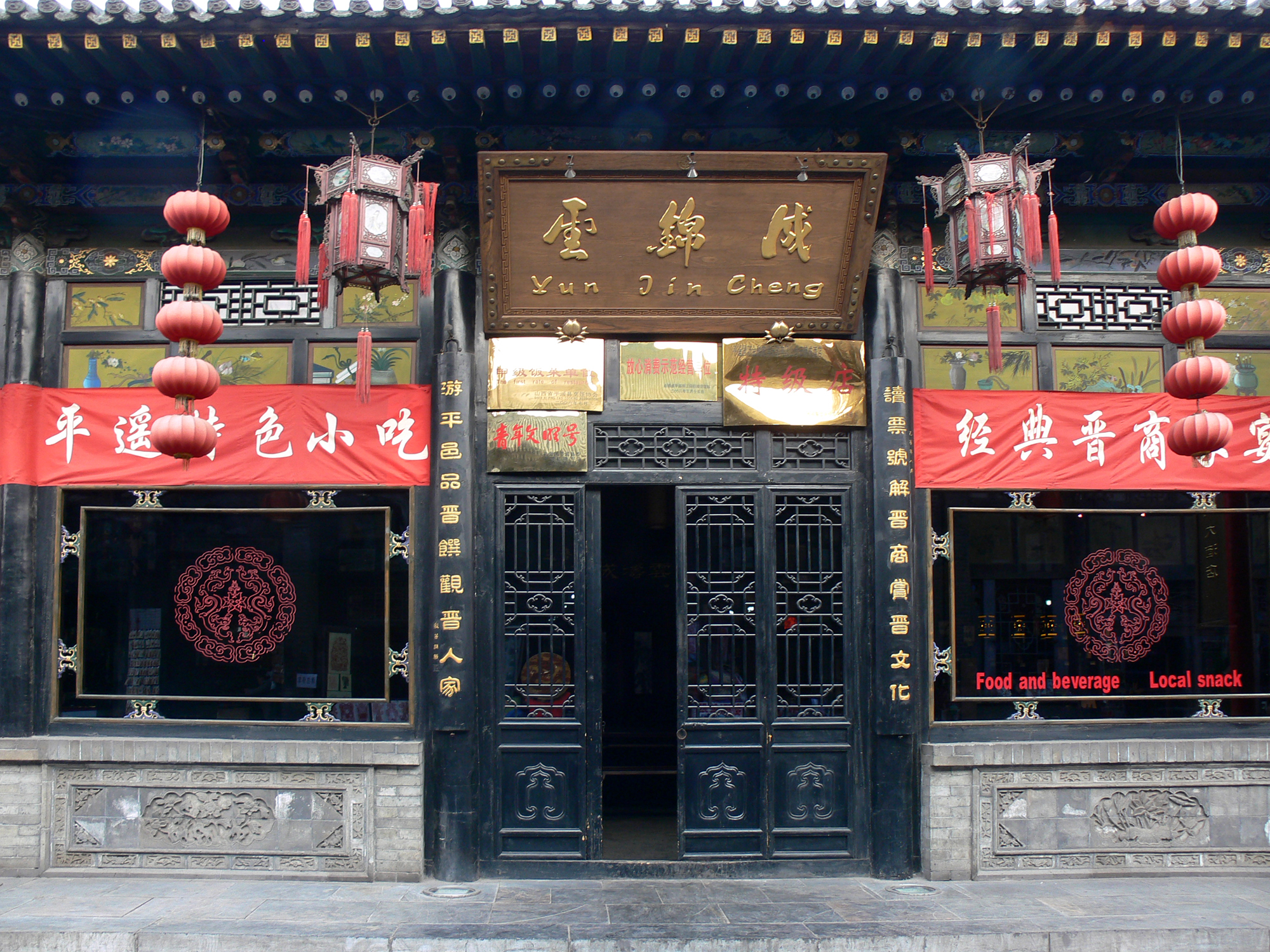
平遥古城云锦城格子门
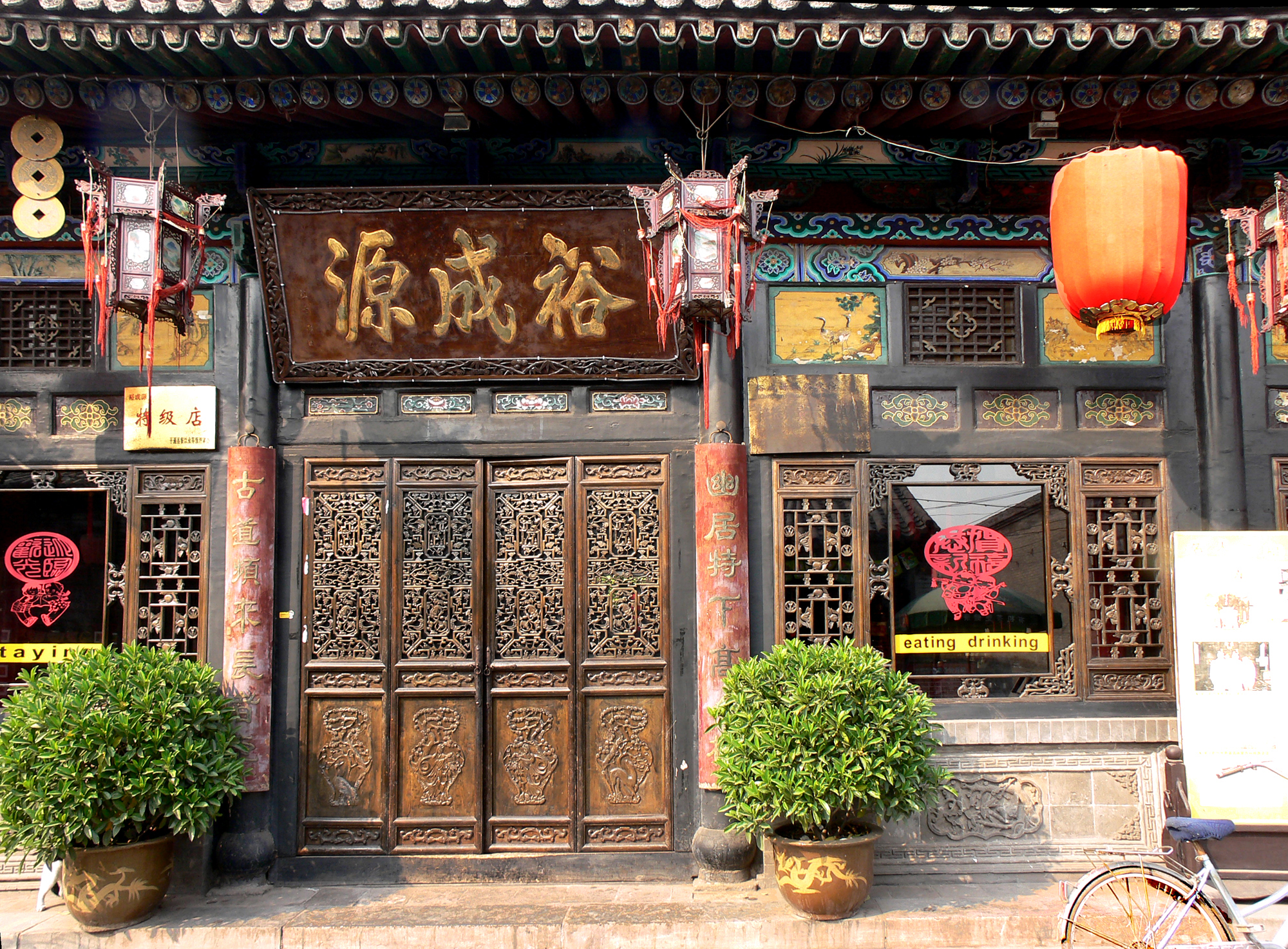
平遥古城源成裕格子门
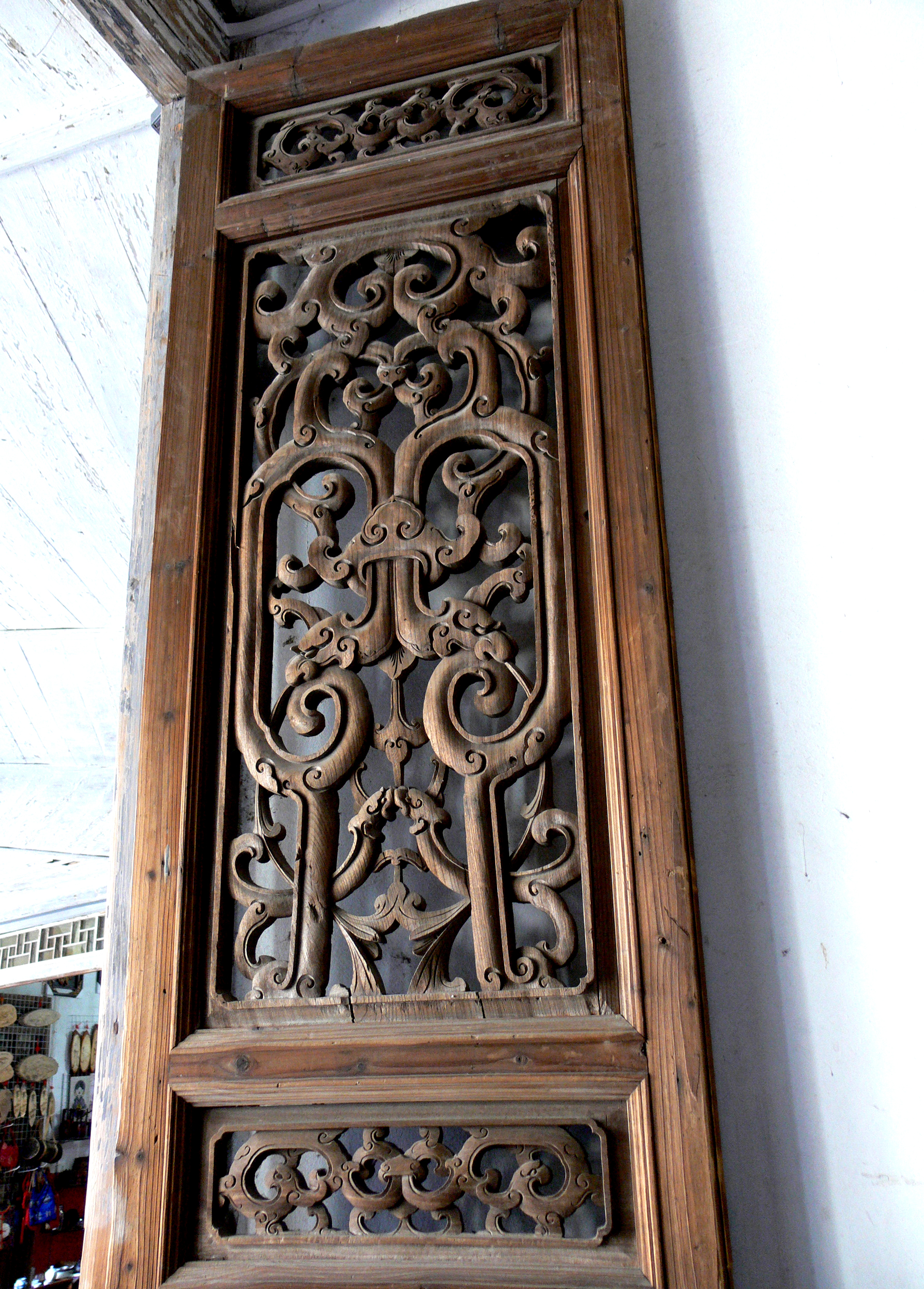
福建永定县振成楼雕花格扇门

## 日本格子門樣式

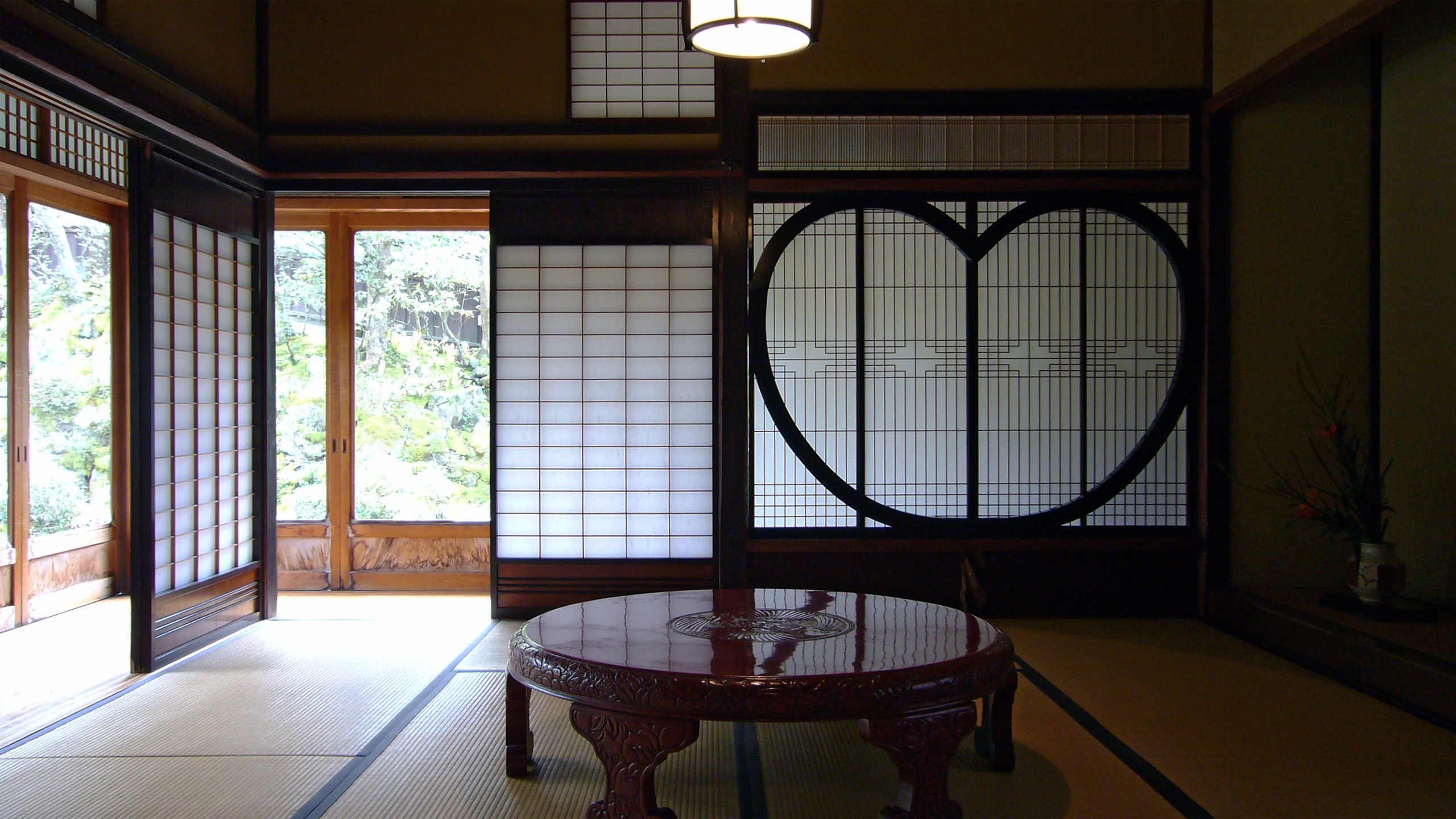
石谷家住宅橫拉式格子門
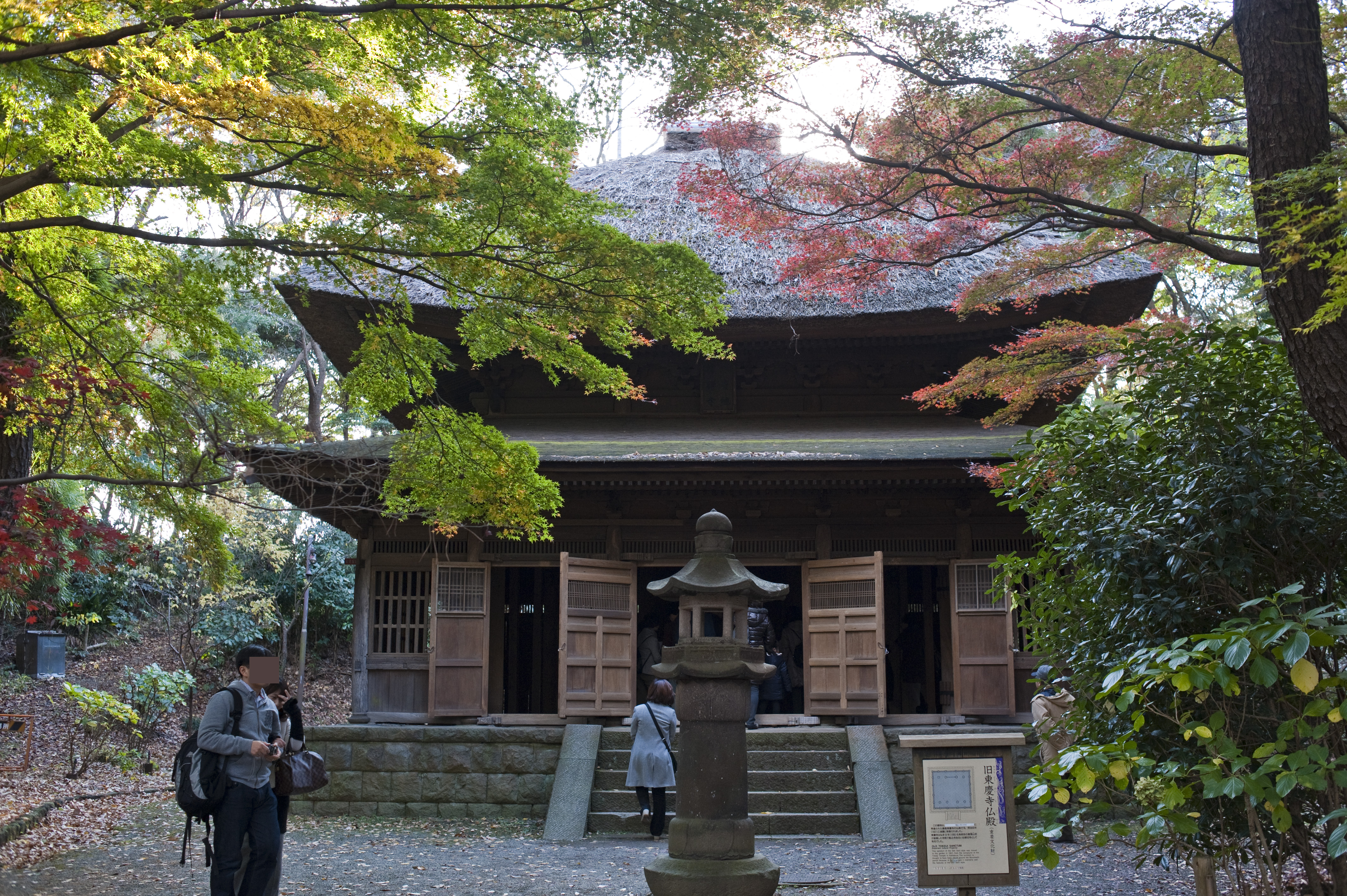
橫濱三溪園內東慶寺格子门
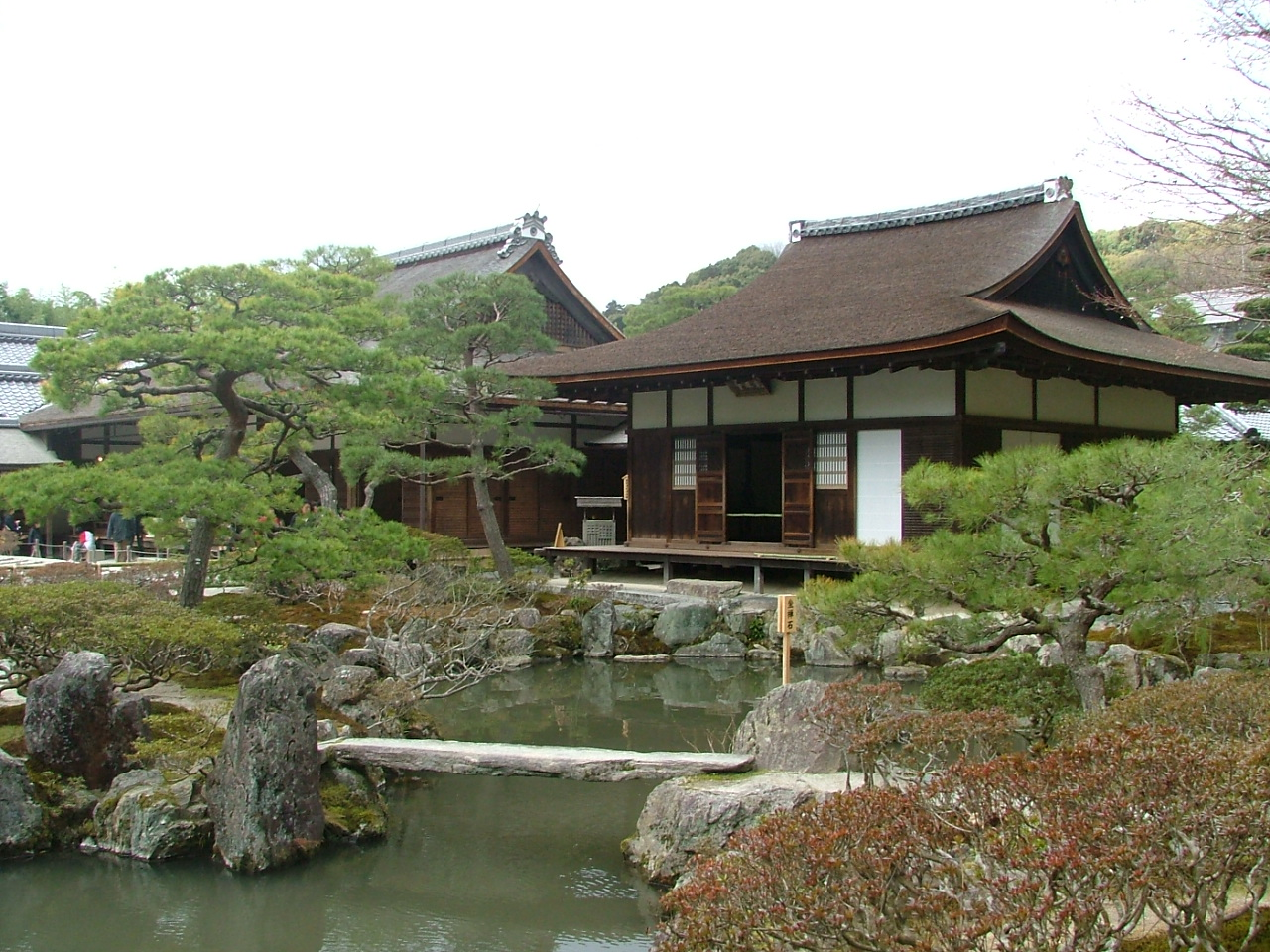
京都慈照寺雙腰格子门
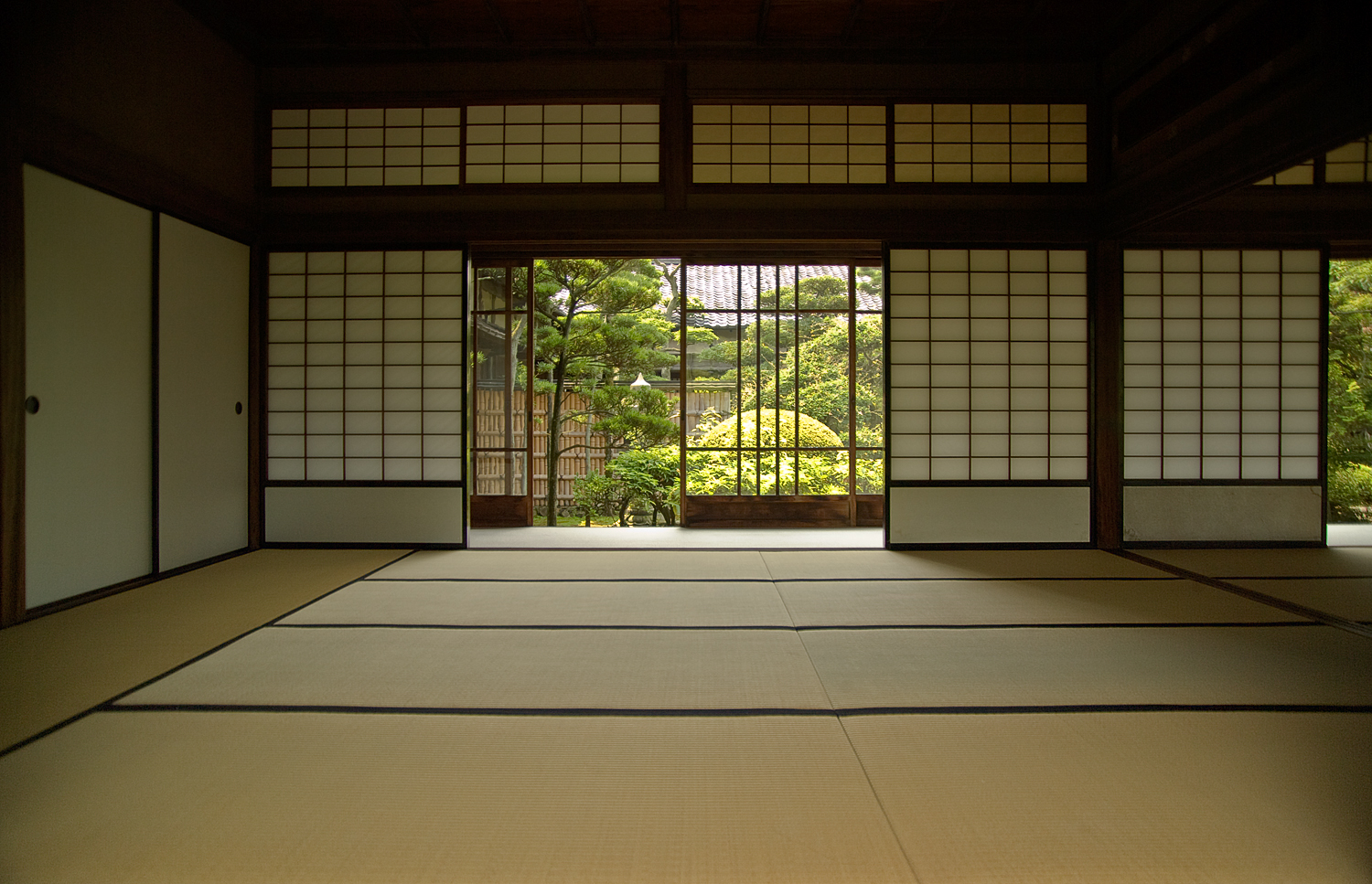
高松市高松城披雲閣格子门
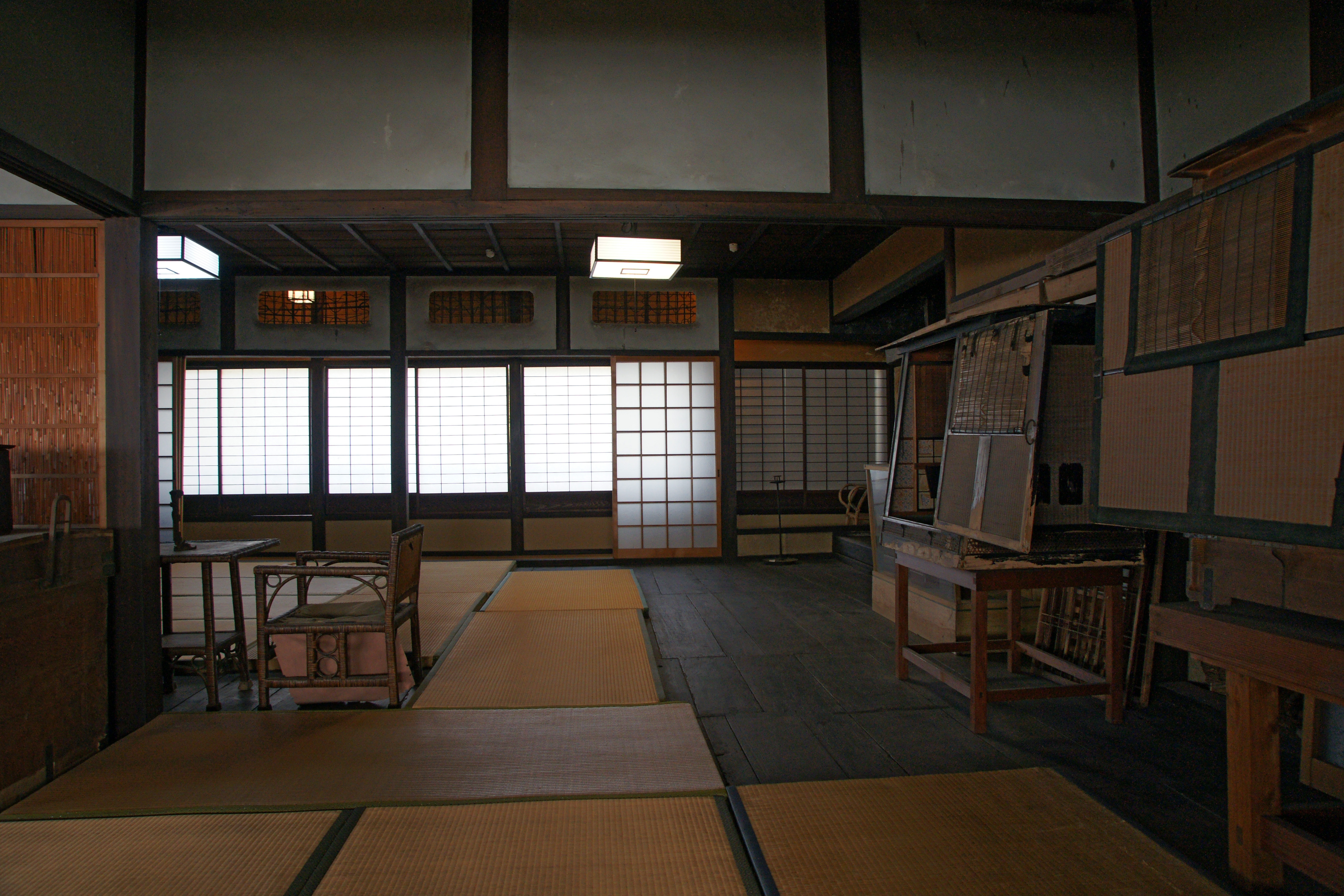
兵庫縣龍野市立室津民俗館格子门

## 朝鮮格子門樣式

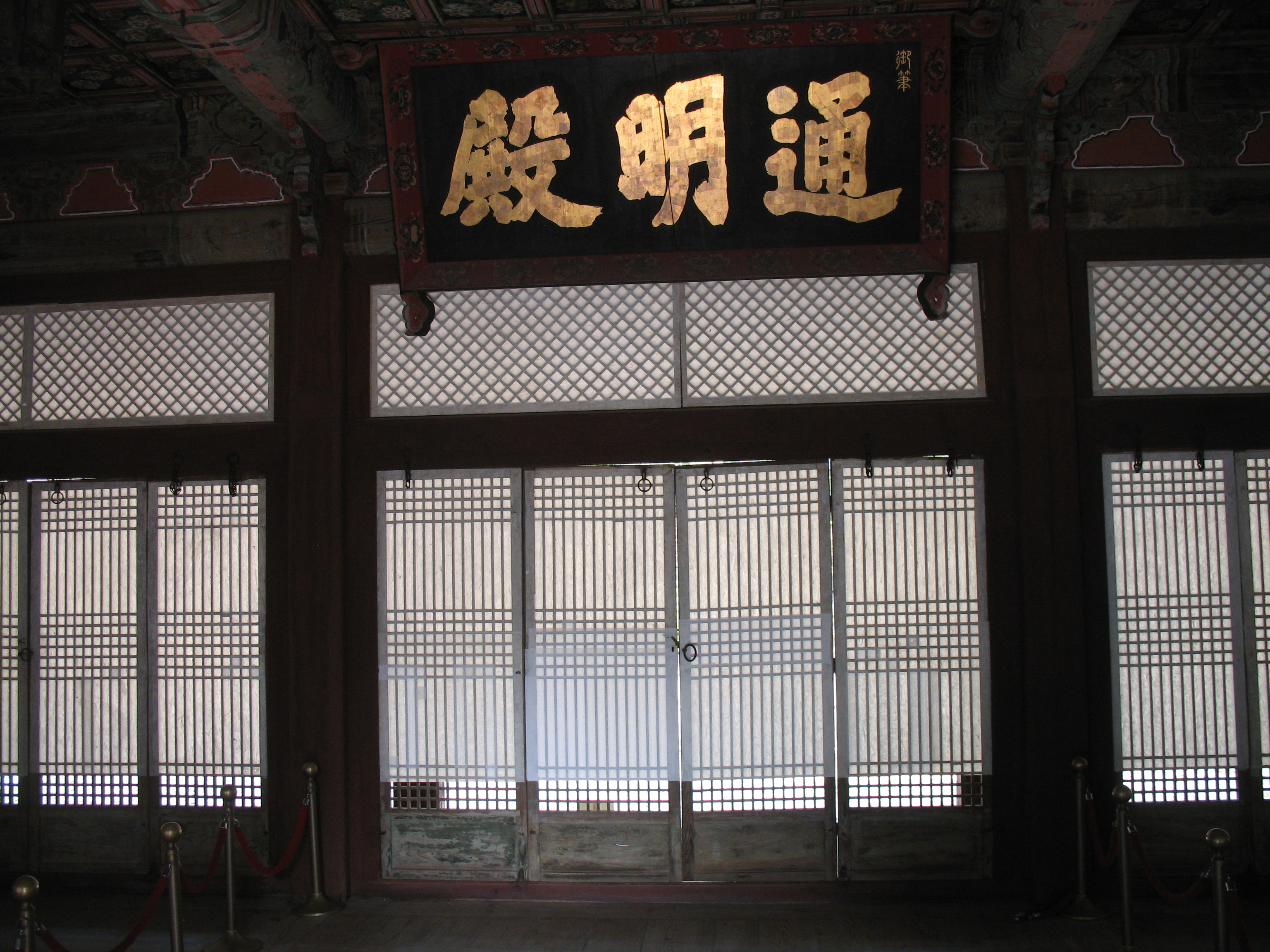
昌慶宮通明殿格子門
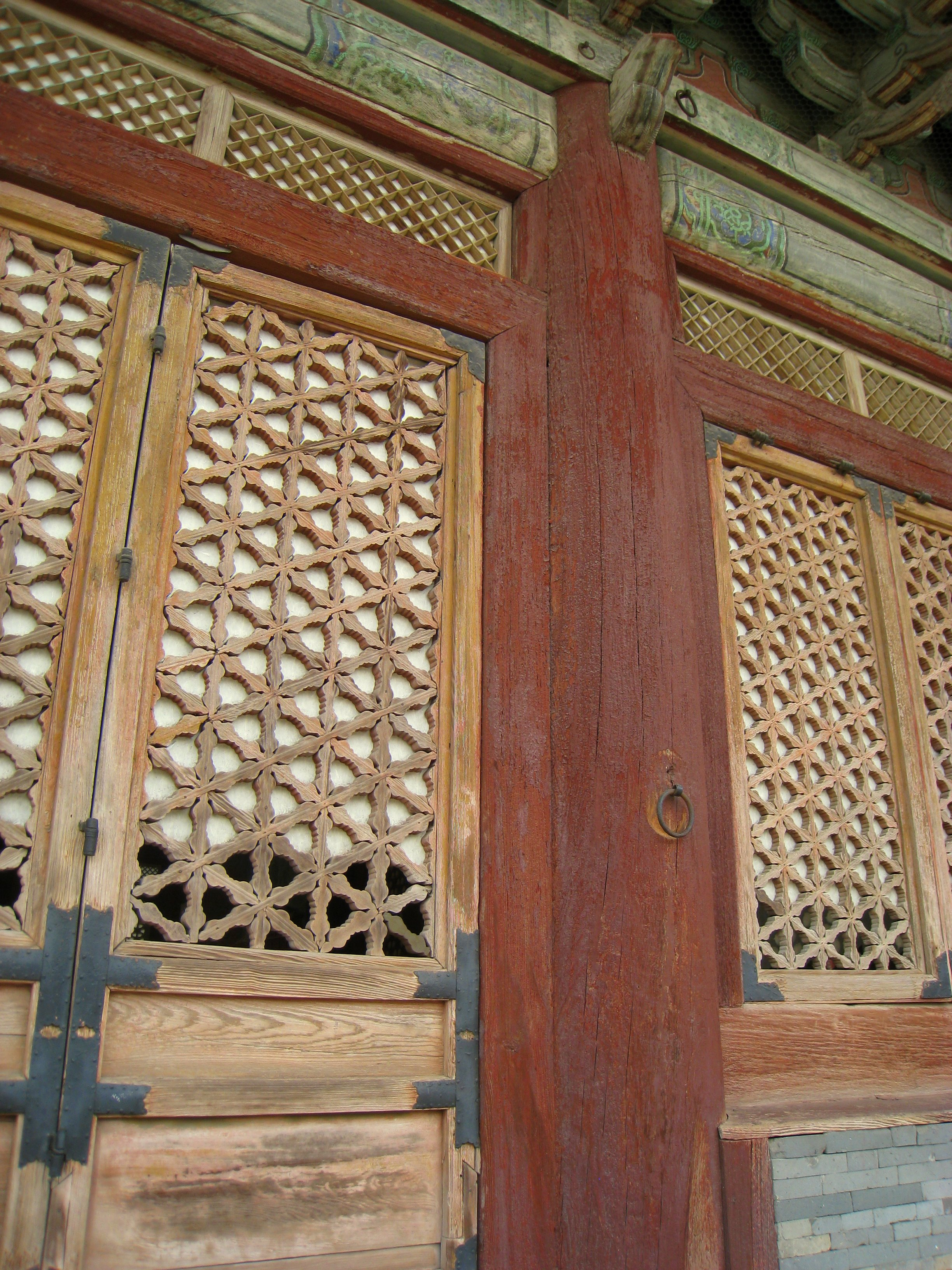
昌慶宮崇文堂格子门
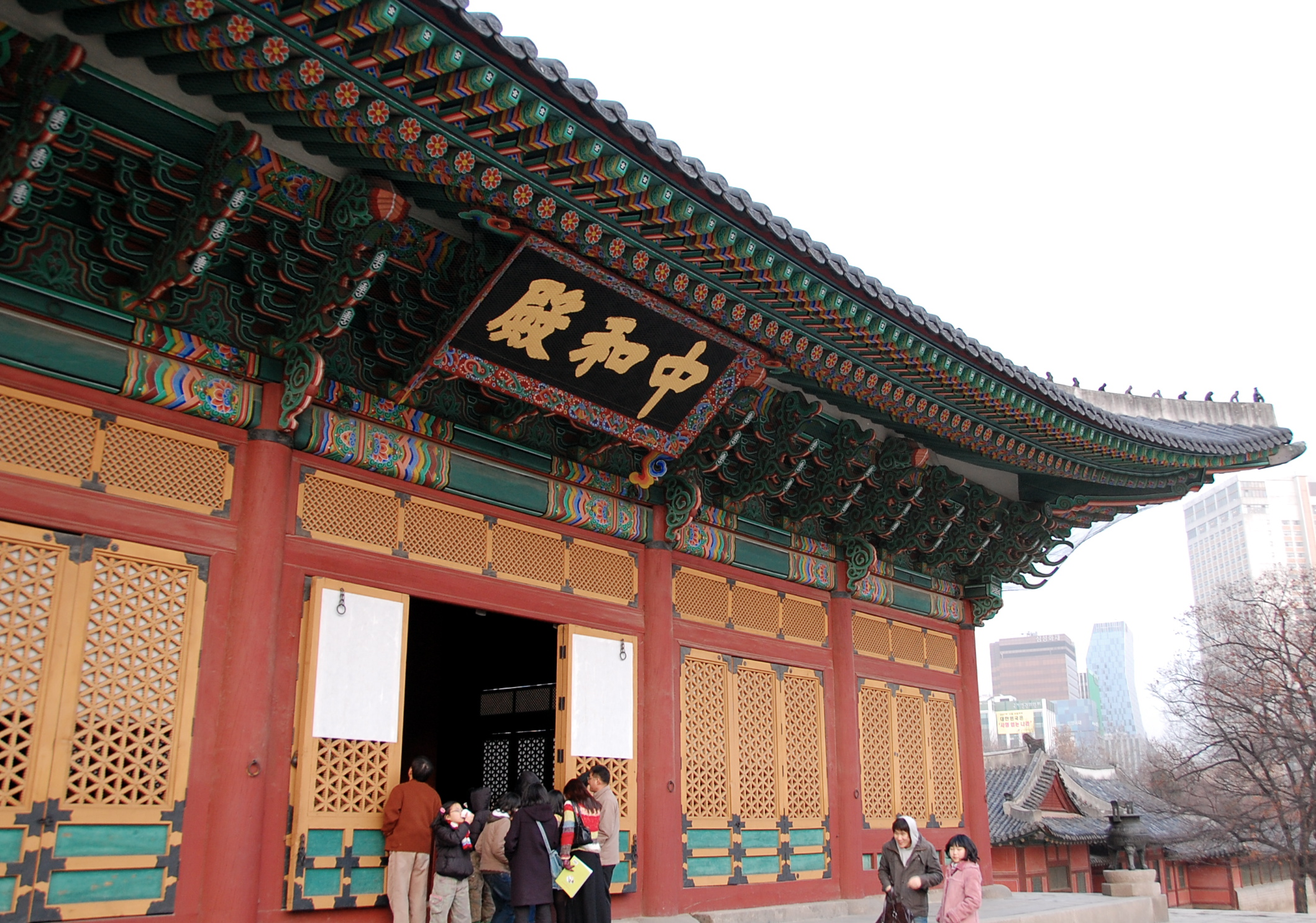
昌德宮中和殿格子門
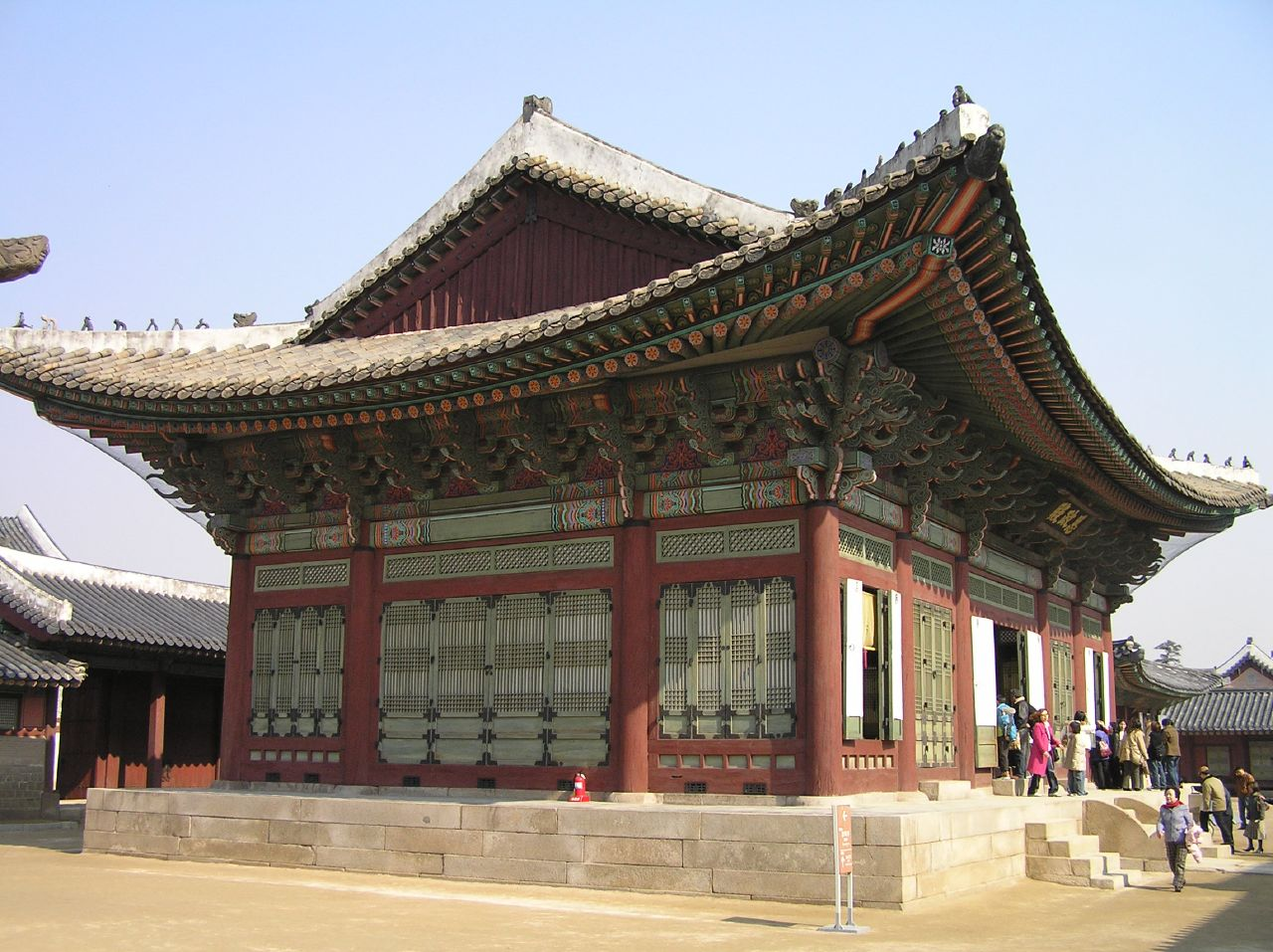
景福宮思政殿格子門
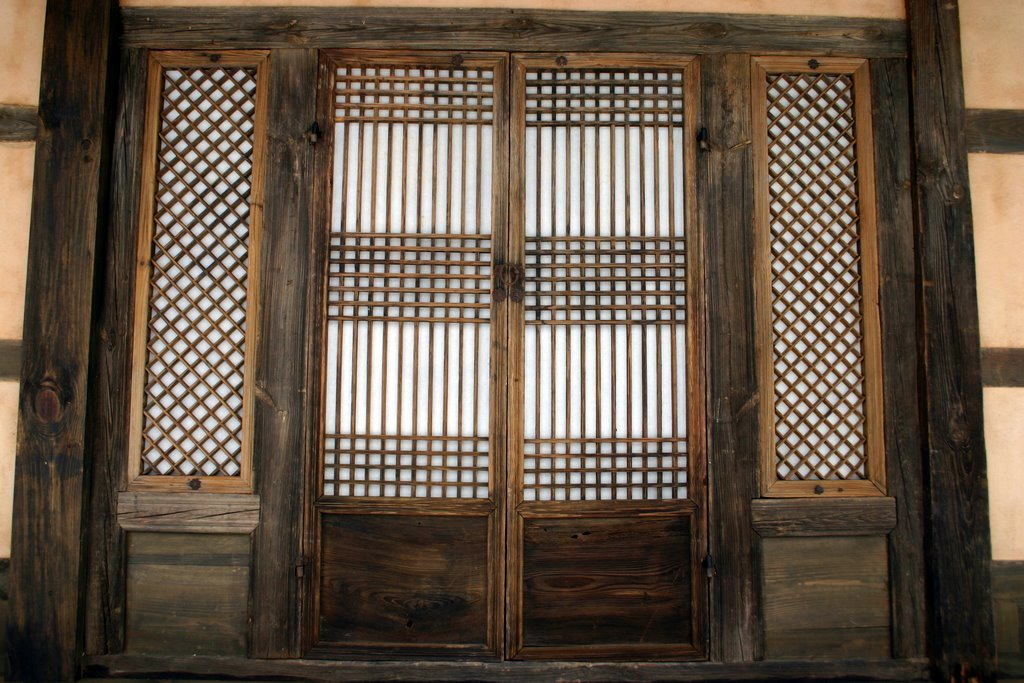
安東韓屋村韓屋格子门
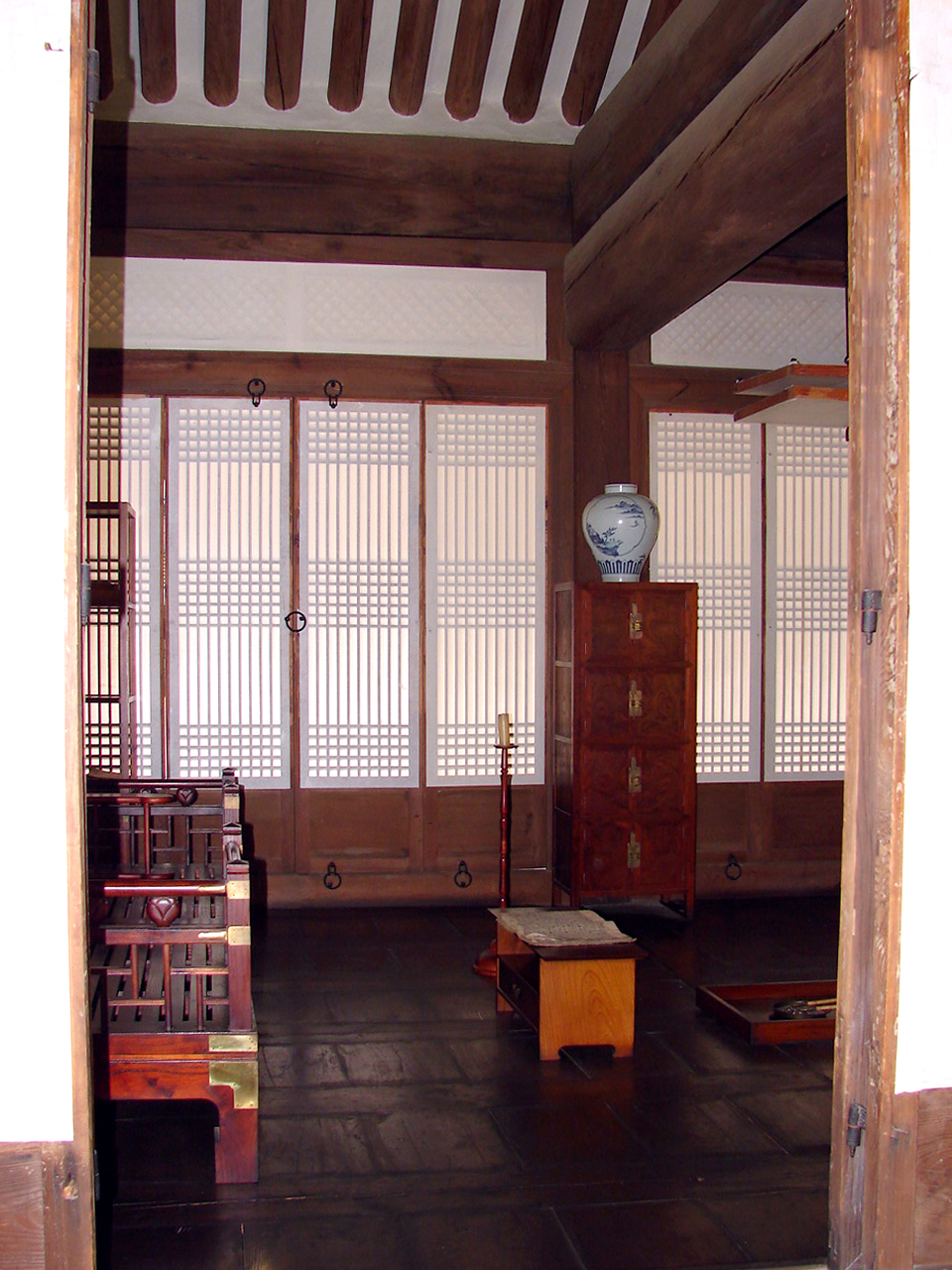
雲峴宮格子门
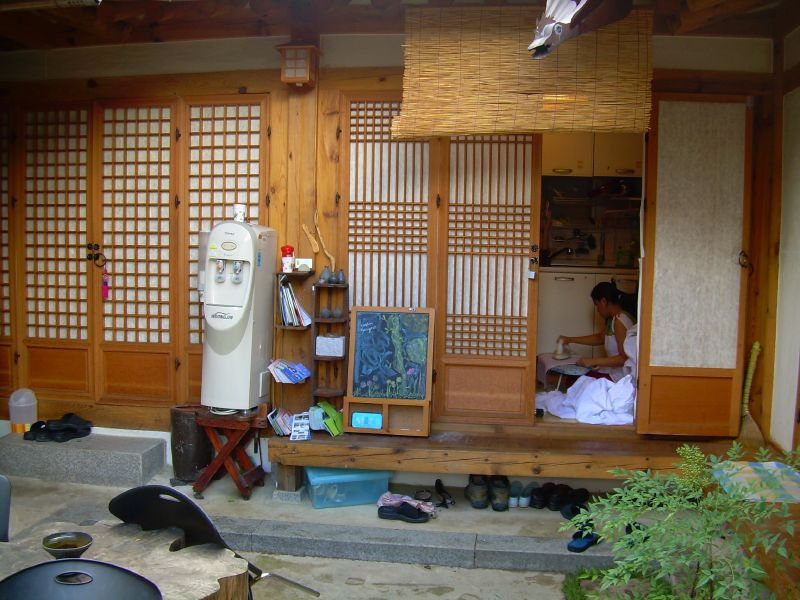
北村韓屋村韓屋內的格子門
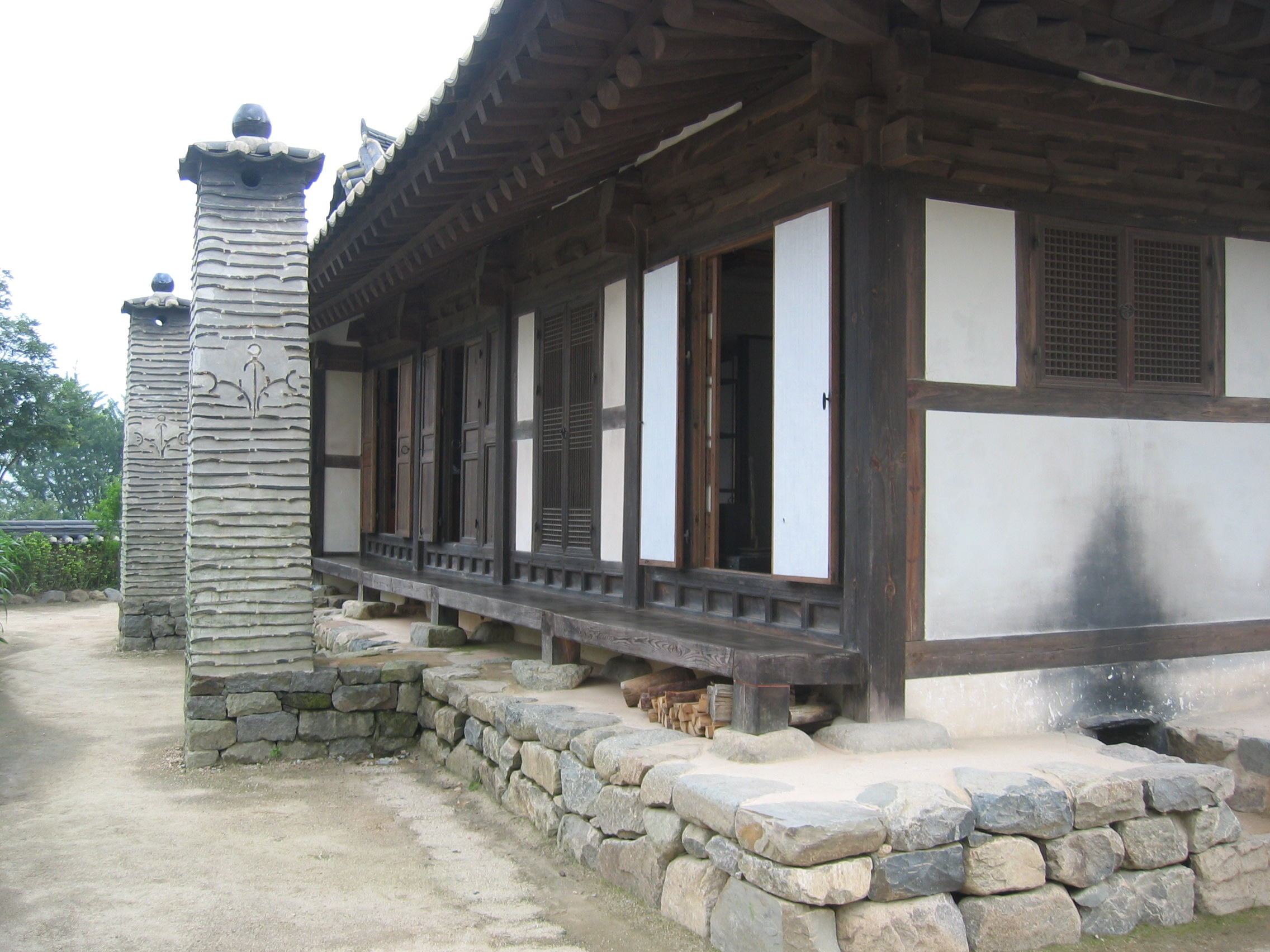
全州韓屋村韓屋的格子門
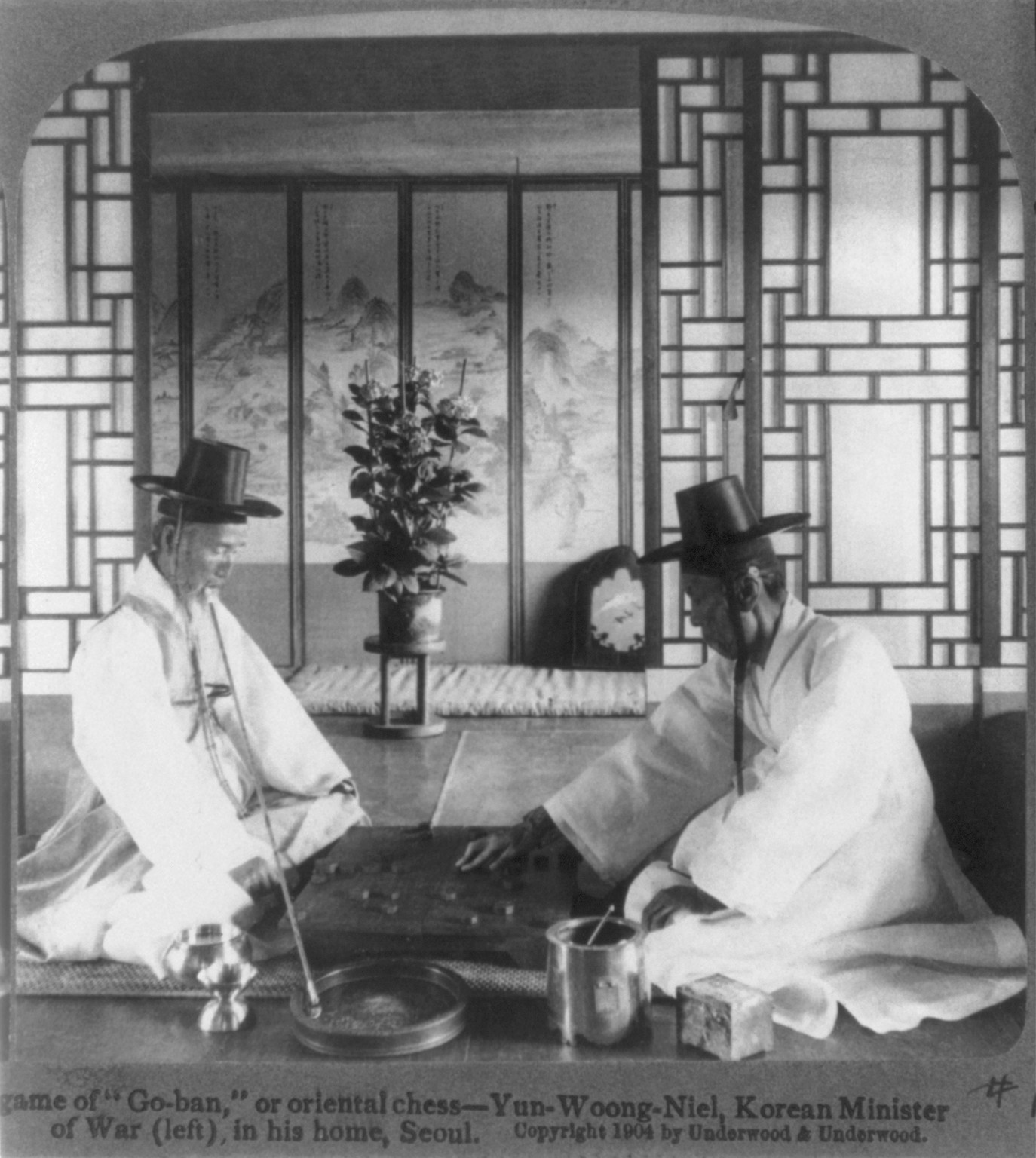
朝鮮王朝末期兩班宅第內的橫拉式格子門

## 越南格子門樣式

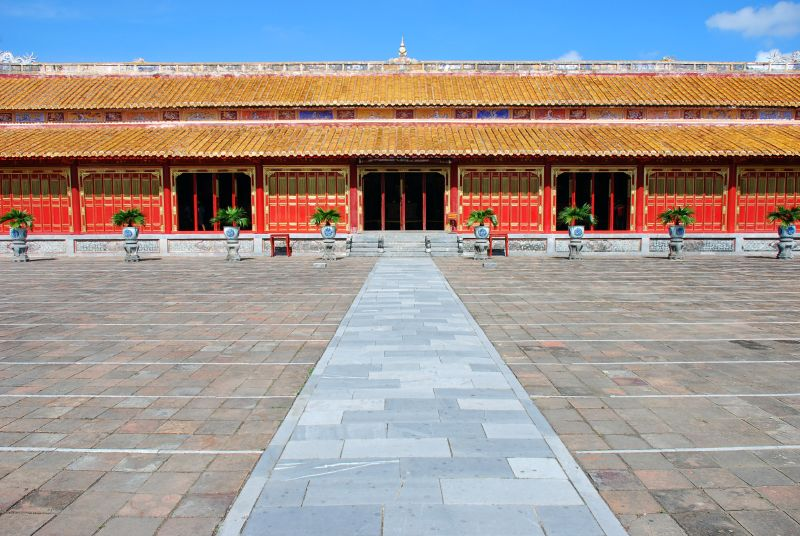
順化世廟格子门
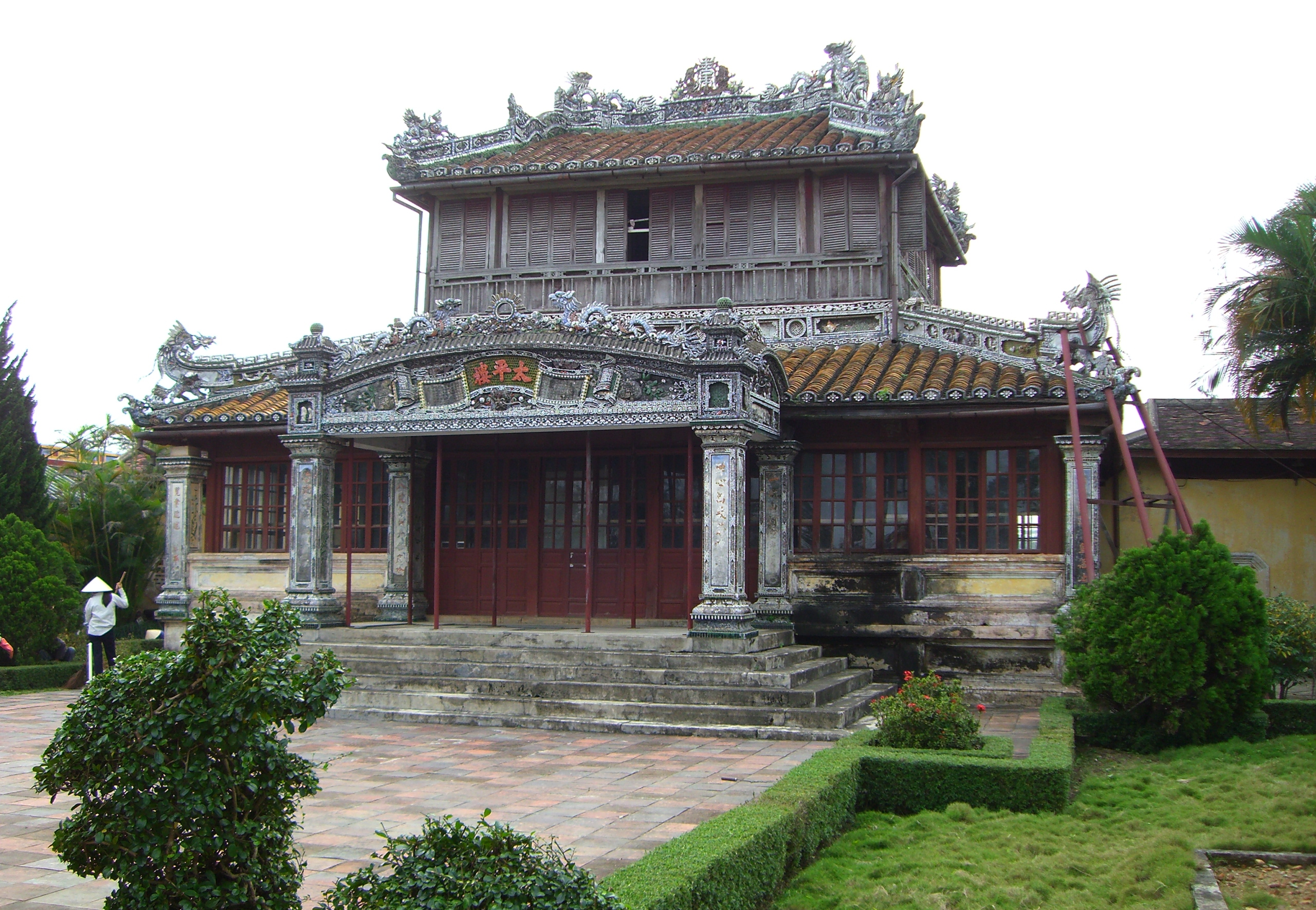
順化皇城太平樓格子門